# هزيم الرعد
هزيم الرعد (باليابانية: 銀河戦国群雄伝ライ، بالروماجي: Ginga Sengoku Gun Yuuden Rai) هو مسلسل أنمي ياباني تلفزيوني مقتبس من مانغا من تأليف جوهجي مانابي ويحكي قصة مقاتل يدعى راي ريوجا (هزيم الرعد في الدبلجة العربية) وعن طموحه في توحيد المجرة.يتكون الأنمي من 52 حلقة.

## القصة
قبل 270 عاما حكم اتحاد كواكب المجرة وكان يهنأ الجميع بالعيش دون حروب ولا قتال، ساد بينها الحب والقانون بين الناس، لكن موت حاكم المجرة المقدسة زاد من الأطماع الفردية وحب السلطة وزعزع أمن المجرة مما أدى إلى انهيار الاتحاد وكانت تلك هي بداية عصر الحروب. كان هناك اربع كواكب يسعى حكامها لتوحيد المجرة تحت سيادة كوكبه ولكن مقابل هذا يجب خوض الحروب والاصطدام بالكواكب الأخرى والاستيلاء عليها حتى يتحقق ذلك وتلك الكواكب هي قوجو ويحكمه الإمبراطور دانجو، ساكورا ويحكمه الإمبراطور شوزين، تاي وتحكمه السيدة موسامي وكوكب رين ويحكمه روجو بعد مقتل والده. بدأ الانمي بغزو اسطول قوجو بكوكب ساكورا وكان من بين اسطول قوجو فتى يدعى هزيم الرعد والذي كان أول واسرع شخص يقتحم القصر الامبراطوري وواجه الإمبراطور شوزين واستطاع قتله أمام ابنته سيموني، وهي آخر أحفاد امبراطور المجرة السابق، سيموني تسعى للانتقام من هزيم الرعد وتسعى ايضاً لتحقيق حلم ابيها بتوحيد المجرة ونشر الامان في كل مكان، فمن يستطيع تحقيق هذا الحلم الكبير؟ .
إمبراطورية قوجو أصبحت قوية بعد أن استولت على ساكورا خاصة بتواجد الاربعة الكبار وهم فورماي، جينبي، جادر وروجينا، كل واحد منهم كانت له شخصيته، فورماي عجوز ذو قناع حديدي يتعطش للسلطة وحكم قوجو وجينبي رجل وسيم غامض كان يظهر دوماً اخلاصه لقوجو ولكن تبين أنه سيكون أخطر رجل في المجرة كلها، وجادر رجل متعطش للدماء والقتل، كان مخلص للإمبراطور ولكن بعد موته أصبح يسعى لافكاره الخاصة وروجينا الوحيدة الوفية لقوجو والتي تحب وطنها أكثر من أي شيء. روجينا اكتشفت هزيم الرعد ورقته من جندي عادي إلى قائد أسطول فقد عرفت أن هزيم الرعد سيكون له مستقبل أسطوري واهتمت به وابعدته عن أعين الاربعة الكبار، هزيم الرعد يبدأ مغامرته بخدمة الإمبراطور دانجو ولكن بعد موت الاخير، بدأ رحتله في تحرير قوجو من الخونة ورحلة توحيد المجرة ضد الكواكب الأخرى مع رفاقه خاصة المخطط الحربي العبقري شاهين ونائبه رماح وصديقيه صخر وتاسكي.

## الاسلحة، مراكب
الاسلحة الحربية المستخدمة هي أسلحة خيالية متقدمة واسلحة قديمة من العصور الوسطى، سيف الكاتانا الياباني القديم، بنادق قديمة أولى من نوعها. لكنه يحتوي على اسلحة أخرى خيالية متطورة جدا تتحمل الحرارة وبأشكال تشبه الوحوش: مثل سفينة الصاعقة التي في مقدمتها قرنين معدنيين يخيف الاعداء، هذا يعني انه يحتوي على تطبيقات خاصة عسكرية مدروسة على النمط النفسي. مثل إخافة الاعداء. وهو مبني بشكل يمكنه من اقتحام بقية المراكب الفضائية «سفن فضائية». كما يحتوي على نظام فيزيائي مثل العقدة الفضائية والمعدل المغناطيسي وكذلك كاشف الحرارة وتطويرات أخرى تتم اضافتها. مثل مدفع الرعد.
من اقوى السفن: «الصاعقة» سفينة متطورة سريعة وتحتوي على مدفع الرعد الخارق الذي يستطيع تدمير أسطول كامل إذا كان مصطف بشكل مستقيم.
«البركان» سفينة روجو القوية ذات الثلاثة رؤوس وثلاث مدافع قوية مثل مدفع الرعد، كما ان المدفع الوسطي اقوة قليلا من مدفع الرعد من ناحية السرعة ودائرة الانفجار والحجم. تتطور السفن في الحكاية بين كل فصل وتصبح شيقة أكثر.كما ان منها سفن التنين الذي يطلق الاشعة. والمزيد. انها مثل القصص البابلية القديمة من ارض الرافدين حيث تحكي وحوش ذو قرون يخترقون بعضهم بعضا مستخدمينها.

## الكواكب (الامبراطوريات)
يحتوي على كواكب شمالية وجنوبية وغربية وشرقية تسمى امبراطوريات 
(إمبراطورية قوجو) : هو موطن هزيم الرعد الذي بدأ فيه كجندي ووطن روجينا والاقوياء الاربعة، كان حاكمه هو الإمبراطور دانجو مؤسس إمبراطورية قوجو، وبعد موته أستولى جادر على السلطة ليصبح امبراطور قوجو، لكن جاء هزيم الرعد وقضى عليه ليصبح حاكماً لقوجو، عاصمة قوجو هي مدينة بوت، ويضم مدن أخرى مثل ساكورا وناكيرو، وضم حصن سيلان وحصن تين سين داي )اقوى حصن في المجرة). تعد كوجو الإمبراطورية الأكبر والاقوى ولها تاريخ عريق. 
(إمبراطورية ساكورا) : هو موطن سيموني والذي غزته قوجو بأمر من الإمبراطور دانجو، كان حاكمه الإمبراطور شوزين والذي يعتبر زوج أبنة آخر حاكم للمجرة قبل الحرب الكبرى، بعدما غزت اساطيل قوجو على ساكورا تم تدمير كوكب ساكورا وانتهت إمبراطورية ساكورا بعدما أستطاع هزيم الرعد قتل الإمبراطور شوزين.
(إمبراطورية تاي) : كان اقوى المنافسين لقوجو لحكم المجرة بأيام الإمبراطور دانجو حيث كانت حاكمته السيدة موسامي. ويعتمد هذا الكوكب على أسلوب النينجا في القتال. حاولت موسامي القضاء على قوجو عدة مرات لكنها لم تستطع بسبب هزيم الرعد، 
(إمبراطورية رين): لم يكن رين قوياً في البداية ولكن شيئاً بشيئ وبفضل قوة حاكمه روجو وذكاء مخططه الحربي كوسيشو أصبح رين على الواجهة بقوة حيث أبعد تاي عن المنافسة للاستولاء على سلطة المجرة، واًصبح اقوى منافس لقوجو، حاكمه الإمبراطور روجو أبن الحاكم السابق لرين.
(اتحاد الكواكب الجنوبية): أستطاعت موسامي أن تحالف كل الكواكب الجنوبية للقضاء على قوجو بما فيهم كوكب رين والذي أعلن عصيانه على تاي، وبخطة ذكية المخطط الحربي كوسيشو ومن عم موسامي الذي خان وطنه أبعدت موسامي عن حكم تاي، وأصبح تورامارو شقيق موسامي الصغير حاكماً لتاي، واصبح روجو قائد المنطقة الجنوبية كلها.
(كوكب ناكيرو) : يعد هذا الكوكب محطة تجارية كبيرة بين الشمال والجنوب وهذا ما أنعش الحياة الأقتصادية فيه، وهو الكوكب الذي أرسلت روجينا فيه هزيم الرعد ليحكمه والتقى فيه الكثير من الذين سيعملون معه مثل شاهين أبن عائلة دايكاكويا الذين اصبحوا اغنياء بسبب التجارة.
كان في البداية حاكم ناكيرو هو رجل فاسد همه أقامة الحفلات والولائم يدعى شوكينشو لكن جاء هزيم الرعد وابعده ليكون الحاكم العادل لهذا الكوكب الذي بدأ مشواره لتوحيد المجرة، وفي أثناء رحلة هزيم أحُتل كوكب ناكيرو أكثر من مرة من قبل كوكب رين ولكن أستطاع سانجراكوساي اعادته ذكاءه وبحكمته إيسين شقيق شاهين، اهتم سانجراكوساي بأموره بعدما توجه هزيم الرعد لحكم قوجو.

## الشخصيات
هزيم الرعد  (竜我 雷 - RAI RYUGA) :
شاب في 18 من عمره اسمه راي ريوجا ويلقب بهزيم الرعد يسعى لتوحيد المجرة في البداية لم يتلق الترحيب لكونه قائدا حربيا لصغر سنه ولكن بعد أن نجح في قيادة اولى معاركه، اصباح جميع ظباط اسطوله يثقون به. تدرّج هزيم الرعد في المناصب العسكرية في البداية كان جنديا عاديا لكنه موهوب، وبفضل القائدة «روجينا» تم تنصيبه قائد أسطول ثم رقاه الإمبراطور دانجو إلى منصب «قائد عام لحرس الإمبراطور» وصار تحت تصرفه 6 أساطيل كاملة،5 منهم حراسة واسطوله الآخر الذي يبلغ "1". ثم أصبح قائد الجبهة الجنوبية وخاصة كوكب «ناكيرو»، وفيما بعد أصبح الحاكم العام لهذا الكوكب، حيث بدأ مشواره في غزو المجرة منه، ليصبح بعدها حاكم لامبراطورية قوجو. ابرز خصومه في كانوا موسامي، جادر وروجو.
قام الفنان الراحل زياد الرفاعي بتأدية دور دبلجة شخصية هزيم الرعد والتي نالت إعجاب الكثيرين لدرجة اعتباره صاحب أفضل صوت شخصية للدبلجة على الإطلاق.
 سيموني  (紫紋 - Shimon) :
هي زوجة هزيم الرعد، البداية كانت ابنة حاكم المجرة تبلغ من العمر 16 سنة وكانت معززة مكرمة في بيتها إلى أن جاء هزيم وقتل والدها فأصبحت اسيرته ثم بعد مدة وسامحته لأنها اعتمدت عليه في تحقيق حلم والدها في توحيد المجرة ثم تزوجها ولكنها فيما بعد قتلت في الحرب فحزن عليها هزيم حزنا شديدا.
قاتلها: ماتت السيدة سيموني بعد غزو اسطول روجو على مدينة بوت بقيادة القائد توهو الذي سيطر عليه سينبي وجعله يقتل كل سكان بوت، أطلق جنود توهو قنبلة كبيرة لتنقذ سيموني ريلا من القنبلة لتصيبها وتبدأ بلقط انفاسها الاخيرة تموت في غابة في بوت وسط اصدقائها ريلا وصخر وتاسكي وإيسين ولان لان.
 شاهين  (大覚屋 師真 - SISHIN DAIGAKUYA) :
أسمه سيسين دايكاكويا ويلقب (شاهين) وهو شاب عبقري يبلغ من العمر 20 سنة وهو بارد الاعصاب ابن للتاجر الغني المعروف بدايكاكويا يساعد أبيه بسهولة وسرعة وإتقان ولطالما اهمل تلك المساعدة وتطلع لمشاريعه الخاصة فهو يتوق لمتابعة أخبار حكام المجرة الذين يتصارعون من أجل توحيدها عن طريق اقمار صناعية ومركبات خاصة طورها بنفسه وهو معجب كثيراً بشخصية هزيم الرعد، أصبح مخططا حربيا لهزيم الرعد (خلال معركة هزيم الثانية مع موسامي) يدير شؤون حروبه بنجاح مما جعل الجميع يثق به ويحترمه. خصمه الابرز كان كوسيشو مخطط روجو الحربي.
 ريلا  (麗羅 - REILA) :
هي فتاة شرسة تبلغ من العمر 16 سنة ولكنها طيبة القلب، تحب هزيم الرعد كما كانت تكره سيموني لانها حاولت قتل هزيم لكن بعد أن سامحته سيموني أصبحت تغار منها لاتكرهها وحزنت على سيموني حزنا شديدا عندما توفيت فقد كانوا صديقات بعد أن ذهب هزيم لغزو كوجو
 لان لان  (蘭々 - LAN-LAN) :
مرافقة سيموني التي تجدها أين ما تذهب الأنسة سيموني، وهي من سلاسلة جينبي وكاجان فهي تمتلك قوة تسمح لها بايقاف واكتشاف طافة جينبي وكاجان. في المانجا هي أخت كاجان الصغرى.
 صخر  (UNKAI) :
صديق هزيم الرعد اسمه اونيكي ويلقب صخر وهو في 34 من عمره المخلص دائما يقع في المشاكل هو وتاسكي بسبب طيش وتهور هزيم.
 تاسكي  (TAISUSKE) :
تاسكي يبلغ عمره 14 سنة تقريباً هو وصخر وهزيم اصدقاء مخلصون لبعضهم، يستخدم القذائف في خوض المعارك.
 رماح  (MOUKAKOU) :
نائب القائد هزيم الرعد هو أحد الاصدقاء المقربين لهزيم الرعد واسمه موفيك ولقبه هزيم الرعد برماح، وقد التقى بهزيم الرعد عندما قاد هزيم الرعد اسطول كبير لأول مرة وقد كان لايثق بهزيم لكن مع مرور الايام والمعارك أصبح يثق به ثقة كبيرة، قتل رماح على ايدي جنود روجو عندما قاموا بغزو بوت.
قاتله: مات رماح دفاعاً عن بوت عاصمة قوجو بعد أن هّربَ اصدقائه بعربة، أطلق عليه جنود توهو النار ومع ذلك أستطاع رماح أن يقتل توهو قائد المحتلين قبل أن يتوقف قلبه عن النبض، فمات رماح شامخاً.
 سانقراكوساي  (SANRAKUSAI) :
القائد العسكري لجبهة نايكرو، وهو رجل طيب القلب ومليء بروح الدعابة لكنه شجاع ومتحدث جيد، وهو من اقترح على هزيم أن يعين شاهين مستشار له، كما أنه تصدى لغزو جيش روجو لناكيرو.
قاتله: مات سانقراكوساي دفاعاً عن بوت عاصمة قوجو بعد أن دمر توهو سفينته بفضل سيطرة وتحكم جينبي به.
 الإمبراطور شوزين  (SHUZEN ASOU) :
والد سيموني، حاكم إمبراطورية ساكورا، وهو متزوج من ابنة حاكم المجرة الموحدة السابق.
قاتله: قتله هزيم الرعد في أول ظهور بعدما غزت قوجو امبراطوريته .
 الإمبراطور دانجو  (HIKI DANJOU) :
والد ريلا، حاكم إمبراطورية قوجو، كان ضابط في جيش إمبراطورية المجرة الموحدة مع شوزين لكن بعدما تفككت أصبح يحلم أن يوحد المجرة تحت أسمه .
قاتله: قتله فورماي بسم العقرب.
 روجينا  (ROUHA) :
القائدة روجينا هي أحد الاقوياء الاربعة التقت بهزيم عندما اقتحم مجلس دانجو وبعدها بدات تحبه وتعتني به كانها والدته وهي من رشح هزيم لقيادة اسطول نجمة قوجو في المقدمة، وهي تحب وطنها أكثر من أي شيء وضحت بنفسها من أجله . تعد واحدة من أخطر القادة العسكريين في تاريخ كوجو.
ماتت روجينا بعد معركتها مع هزيم الرعد بعد أن طعنها هزيم الرعد، ورمت بنفسها إلى نيران الشمس .
 جادر  (GAIRA) :
هو رجل قوي وشرير على شكل نمر اصفر وهو من الاقوياء الاربعة، بعد مقتل دانجو أعلن عصيانه وقتل اثنين من الاربعة الاقوياء وهما فورماي وجينبي وأصبح امبراطور على قوجو، قتل في حربه ضد هزيم الرعد وقد قتله سينبي شقيق جينبي (انتقاماً لاخيه جين بي وهو اخر الاقوياء الاربعة. كان يعتمد على أخيه الاصغر جاين في التخطيط الحربي وعلى القائدة روجينا القوية في قيادة المعارك.
قاتله: قتله سينبي، بعد أن اختبئ جادر في قلعته بعد هجوم وغزو هزيم الرعد على قلعة جادر في قوجو .
 فورماي  (FOMEI) :
هو من الاقوياء الاربعة، استطاع ان يرسل جنوده للقضاء على دانجو لكي يحصل على امبرطورية قوجو، لكن جادر سبقه واستطاع ان يحصل على إمبراطورية قوجو .
قاتله: قتله جادر بعدما سيطر على قوجو واصبح امبراطوراً، كان فورماي يسعى أن يكون امبراطوراً لكن جادر سبقه وأستطاع أن يقتله بسهولة .
 جينبي  (GE-NI) :
هو من الاقوياء الاربعة، كان حلمه السيطرة على المجرة بالاشعة الضوئية، جادر بعدما سيطر على قوجو طلب من جاين أن يحرق بيته، الكل اعتقد بعدها جينبي  مات ولكنه لم يمت وظل يعمل في الخفاء لاشعال الحروب (بإسم سينبي بالدبلجة العربية)أينما كانت، حيث عندما قامت سيموني بايقاف الحرب بين هزيم الرعد وروجو. 
أستطاع جينبي (سينبي)أن يشعل الحرب مرة أخرى بعدما قام باشعال بعض الحروب الداخلية في رين .
جينبي (سينبي) يلقب نفسه ب«إله الحروب»، لا يستطيع العيش إذا ظل العالم بسلام دون حروب فهو يتغذى عندما الناس يحقدون ويكرهون.
وعندما كان هزيم الرعد في ضعفه وحزنه بعد موت زوجته سيموني كان يرغب في الحصول على جسد هزيم الرعد فلم يستطع، فكشف هزيم أمره وبدأ في مواجهته .
قاتله: في النسخة العربية: قيل أن جادر طلب من أخيه جاين وجنوده في حرق بيته وهو فيه، فمات بعدها، ولكن ذلك ليس صحيحاً فهو لم يمت .
في النسخة الاصلية: أستطاع هزيم الرعد أن يتغلب عليه ويقتله ولكن توضح أن جينبي لم يمت بل بقت روحه متواجدة لطالما بقي الحقد والكراهية .
 سينبي  :
هذه الشخصية لا وجود لها في الأصل، ولكنها ظهرت في النسخة العربية بعد أن قالوا أن جينبي قد مات، وهو أصلاً جينبي الذي قام بكل هذه العمليات الشريرة .
هو أخ جينبي، وهو رجل شرير سعى للسيطرة على المجرة بالاشعة الضوئية بعد موت أخيه جينبي، ساعد هزيم الرعد في حربه مع جادر لكي يقتل جادر، حاول أن يقتل هزيم الرعد كثيراً لكنه لم يستطع، وكان السبب الرئيسي لتحطيم مدينة بوت وقتل سيموني ورماح وسنقراكوساي بعد أستطاع محالفة والسيطرة على توهو واحد من قائد أسطول روجو، واجه هزيم الرعد وجها لوجه لكي يحالفه أو يقتله ولكن استطاع هزيم قتله .
 روجو  (RACKO) :
هو حاكم كوكب رين والمنطقة الجنوبية كلها (عدا تاي) وهو أقوى خصوم هزيم الرعد، وعمره 18 سنة وهو شبيه جدا بهزيم فهو أيضا متهور ومندفع ولكنه شجاع وقوي وطيب أيضا، وقد كان آخر خصوم هزيم الرعد، فقد التقى الاثنان في معركة حاسمة للحصول على لقب امبراطور المجرة .
 كوسيشو  (YUUSHUN) :
هو المخطط الحربي لروجو ومن صفاته الذكاء والقوة وسرعة البديهة والشجاعة وكان ماهرا في المبارزة بالسيف، وكان يعد أفضل صديق للحاكم روجو وافوى الاشخاص بالانمي فقد ضحى بنفسه لكي يحمي سيده روجو بعدما أطلق هزيم الرعد مدفع الرعد على سفينة روجو لكن كوسيشو انقذ سيده روجو عندما جعل الطلقة تصطدم بسفينته فضحى بنفسه وبجنوده.
مات كوسيشو بعد أن خسر معركة السفن ضد شاهين وضحى بنفسه وبسفينته دفاعاً سيده روجو بعدما أطلق جيش هزيم الرعد مدفع الرعد الكبير .
 توهو  (TEIHO) :
ضابط في جيش رين، سيطر عليه جينبي سيطرة كاملة وحرضه على تدمير بوت وقتل كل من فيها .
قاتله: قتله رماح مدافعاً عن وطنه واصدقائه .
 يوسكي  (YUUSHUN) :
مخطوبة الحاكم روجو، وابنة حاكم كوكب واين ولها اسطول قتالي.
 موسامي  (MASAMUNE) :
حاكمة كوكب تاي، كانت من اقوى المرشحين لحكم المجرة خاصة بعد حربها ضد الإمبراطور دانجو وهزيم الرعد. كانت ترأس اتحاد الكواكب الجنوبية قبل أن يبعدها روجو.
 ماتت موسامي بسبب مرضها قبل أن تخوض معركتها ضد هزيم الرعد 
 تورامارو  (TORAMARU) :
شقيق موسامي الاصغر، أصبح حاكم تاي بعد وفاة اخته. وقد وقع مع هزيم الرعد اتفاقية سلام ودفاع مشترك.
 هيرو  (HIRYU) :
التابعة المخلصة لموسامي، وتجيد فنون النينجا، كانت تقوم بمهام استطلاع وتضع بعض الخطط ولكن بعد موت موسامي عادت إلى تاي واختفت من الساحة.
 جولاي  (JURI) :
المخطط الحربي لموسامي، لكن براعته لا تصل لتخطيط كوسيشو وشاهين .
مات جولاي بعد ان حمى تورامارو بعد اصطدام سفينة هزيم الرعد بسفينة موسامي.
 القائد كوين  (KOUEN) :
كان ضابط في جيش إمبراطورية المجرة الموحدة لكن بعد تفككها اتجه للقرصنة، لكن هزيم الرعد اتى اليه ودعاه أن ينضم إلى اسطوله، فقرر كوين أن ينهي حياته شريفاً تحت ولاء هزيم الرعد .
 قاتله  مات كوين بعد معركته ضد روجو في الظهور الأول لسيفة روجو الجديدة البركان .
 كاوبو  (KOUBU) :
ابن القائد كوين وانضم مع والده إلى جيش هزيم الرعد، وهو من اوائل القادة في معارك هزيم الرعد .
 كاجان  (KAGAN) :
في الأنمي هي تابعة وخادمة جينبي، ساعدته في كثير من الخطط الشريرة، وهي قادرة على استخدام السحر والشعوذة كسيدها جينبي .
 قتلها جينبي بعد كثرة اخفاقاتها .
في المانجا شخصية كاجان مختلفة ومعقدة جداً، فمظهرها مختلف ايضاً، في البداية كانت تابعة جينبي ايضاً، لكنها ساعدت هزيم الرعد وشاهين كثيراً، وفي النهاية تزوجت شاهين، وهي الاخت الكبرى للان لان .
 جاين  (GAIEN) :
شقيق جادر، وهو مخططه الحربي ورجل ذكي، لكن تفوق عليه شاهين عدة مرات في حرب هزيم الرعد وجادر، دعاه هزيم الرعد أن يبقى حياً ويساعده لبناء المستقبل لكنه فضل الموت والقى بنفسه في النيران .
 جازان  (GAIZAN) :
شقيق جادر الثاني، وهو قائد عسكري في اسطول جادر .
 قاتله  : قتله هزيم الرعد .
 جامو  (GAMO) :
تابع روجينا الوفي والمخلص والذي عمل معها سنوات طويلة جداً وقد مات دفاعاً عن سيدته .
 سومين  (SOMIN) :
الرجل العجوز المؤول عن تطوير وصيانة الصاعقة سفينة هزيم الرعد .

جوفان:
احد قادة اساطيل الجنوب، كان جاسوس في كوجو، ثم ساعد يسكي على غزو ناكيرو و مات على يدي هزيم الرعد في احدى المعارك وقد حظي باحترام هزيم له

## الممثلون
- زياد الرفاعي: هزيم الرعد
- كمال البني: شاهين، كوسيشو، كاوبو، دانجو
- بثينة شيا: روجينا وتاسكي
- أنجي اليوسف: هيرو، تورامارو، لان لان، يوسكي
- فاطمة سعد: موسامي ولينغ سوو
- عادل أبو حسون: رماح، إيسين، جاين
- حنان شقير: كاجان وريلا
- رأفت بازو: سانقراكوساي، جامو، جوفان
- محمد مصطفى: صخر وفورماي
- سامر رضوان: جينبي وسينبي، وتوهو

بالاشتراك مع :
- مروان فرحات: الراوي، روجو، جادر، كوين، سومين
- محمد خرماشو: جازان
- مأمون الرفاعي: شوزين
- أماني الحكيم: سيموني

## ملخص الأنمي
حكم اتحاد كواكب المجرة قبل 270 عاماً كان يهنأ الجميع بالعيش دون حروب ولا قتال، ساد بينها الحب والقانون بين الناس، لكن موت حاكم المجرة المقدسة زاد من الأطماع الفردية وحب السلطة وزعزع آمن المجرة وادت إلى انهيار الاتحاد وكانت تلك هي بداية عصر الحروب .

### ظهور الفتى الأسطورة وغزو إمبراطورية ساكورا
شهوة السلطة دفعت إلى حروب مدمرة وأيقظت أحلاماً أنانية دامت سنين طويلة، في هذا الزمن ظهر في أسطول قوجو فتى يدعى راي ريوجا ويلقب هزيم الرعد .
الإمبراطور دانجو كان أكثر المنافسين على حكم المجرة قوةً وقام بحروب واسعة احتل بها المنطقة الشمالية من المجرة، أرسل جيوشه لامبراطورية ساكورا التي يحكمها الإمبراطور شوزين الذي كان يدعو للسلام بين امبراطوريات المجرة .
طلب شوزين من ابنته سيموني الهرب لكي تخلفه في الحكم لو حدث له شيء ولكن سيموني رفضت الهروب وطلبت من ابيها ان تبقى في القصر، دخل هزيم الرعد قبل الجميع وقتل كل الجنود الذين يحيطون بالإمبراطور شوزين، وبدأ يقاتل الإمبراطور مبارزة شريفة، كانت المبارزة قوية وندية بين الطرفين ولكن أستطاع هزيم الرعد التغلب على الإمبراطور شوزين وقتله أمام ابنته سيموني، الذي حاولت الانتقام لابيها ولكنها لم تستطع ، من هنا بدأت قصة الكره والحقد لسيموني على هزيم الرعد .
هزيم الرعد رغم أنه أدى واجبه إلا أنه تأثر بحزن سيموني وبدى عليه الحزن وقال بعدها  «أحب الحياة ، أحب أن يعيش الجميع في أمان .» هذه الكلمات التي سيحاول بها هزيم الرعد تغيير تاريخ المجرة ونشر السلام بكل أنحائها في المستقبل .

هزيم الرعد في بداياته

### بداية شهرة هزيم الرعد والتعرف على الاربعة الاقوياء
بدأت قوجو بالأحتفال بالنصر الذي حققته على ابراطورية ساكورا ، بينما تم صحب سيموني إلى قوجو وحجزها بغرفة في القصر الامبراطوري ، حاولت سيموني أن تقتل الإمبراطور دانجو بعد أن رأت راس والدها ولكنها لم تستطع ، وفجآة اقتحم راي ريوجا القصر بتهور أن هزم كل الجنود ، وطلب محادثة الإمبراطور دانجو ، قرر الإمبراطور أن يستمع لما سيقوله راي ، فطلب منه هزيم الرعد أن يخصص مكافآة لفرقتهم التي واجهت الموت اثناء الحرب وأن يدفع تعويضاً لأسر زملائهم الذين ماتوا في الحرب ولكن الإمبراطور رفض ذلك بحجة أن الجندي مات وانتهى امره ، فغضب راي ريوجا وبدأ بضرب الجنود الذين حاولوا طرده فتدخل جادر أحد الاربعة الاقوياء وتصدى لهزيم الرعد مع روجينا حتى فقد راي وعيه .
كان سيحكم على هزيم بالإعدام ولكن أتت ابنة الإمبراطور دانجو والتي تدعى ريلا وطلبت من والدها الإبقاء على هزيم وتلبية طلبه .

### غزو تاي على إمبراطورية قوجو
وسط احتفالات قوجو بعد الانتصار عى ساكورا غزت موسامي حاكمة كوكب تاي الذي يقع في الجنوب ودخلت إلى قوجو لغزو أهم كوكب في المجرة في الوقت الحالي وسط ذهول في قوجو ، استيقظ هزيم الرعد من غيبوبته وتفاجأ بدخول سفن تاي إلى قوجو ، اسرع هزيم الرعد ليؤدي واجبه ، وعندما كثر الاعداء على جادر وروجينا تدخل هزيم الرعد وهزم الاعداء ، بدأ الشجار بالحديث بين جادر وهزيم ولكن روجينا طلبت من هزيم أن يذهب ويحمي الإمبراطور ، ففي وقتها كانت موسامي ستبدأ هجومها على دانجو ولكن هزيم اقتحم القاعة فجأة وتصدى لهجوم موسامي واستطاع ايقافه ، أعُجبت موسامي بهزيم وطلبت منه أنها ستسكمل معركتها معه لاحقاً .
وبذلك زال الخطر عن قوجو هذه المرة ولكنه كان تهديد قوياً من كوكب تاي على قوجو وبهذا ظهر اقوى منافس لقوجو .

موسامي

### ترقية هزيم الرعد كقائد اسطول حربي من القائدة روجينا
كان الهجوم المفاجئ الذي شنته موسامي حاكمة تاي تحدي كبير لدانجو ، قرر امبراطور قوجو الرد على موسامي للاستعادة الهيبة لقوجو وعقد اجتماع للاربعة الاقوياء ومستشاريه الكبار . تتألف المنطقة الجنوبية من خمسة كواكب هي تاي ، رين ، مينج ، شاو ، مان . ولكن تاي هو الكوكب الاقوى بينها .
قرر دانجو بأن تقوم روجينا بالهجوم على تاي بالامام وجادر من الخلف ، ولكن روجينا طلبت من الإمبراطور دانجو طلباً وشرطاً لكي تقوم بالهجوم
وكان ذلك الشرط هو أن يتم تعيين راي ريوجا قائداً جديداً للفيلق الثالث المقاتل ، وافق الإمبراطور دانجو على الطلب ، لم يصدق هزيم في البداية ولكن ظهرت الجدية على وجه القائدة روجينا ، هزيم لم يوافق في البداية وقال انه لن يعمل تحت إمرة امرأة وذلك ما ادى إلى غضب كبير لروجينا فضربت هزيم الرعد ضرباً مبرحاً حتى وافق هزيم بالمهمة لكي يثبت للجميع انه ليس صبياً ويثبت جدارته للجميع .

### بداية هزيم الرعد كقائد اسطول
بعد ان أصبح هزيم قائد للفيلق الثالث للاسطول الكبير للقائدة روجينا أصبحت عليه مسؤوليات أكثر من قبل ، لم يقبل جنود الجيش بهزيم كقائد لهم لانه صغير السن ولا يمتلك الخبرة ولكن دخل عليهم هزيم ولو كأنه جندي جديد في الجيش فبدأ بالقتال معهم ولقنهم درساً ولكن تدخل موڨيك نائب قائد الاسطول لايقاف القتال وطلب من الجنود ان يثقوا بهزيم الرعد كقائد لهم رغم أن موڨيك ومعه كل عمال السفينة والجيش .
كانت البداية صعبة جداً على هزيم الرعد كقائد لم يستطيع التأقلم بسرعة مع المعركة ومع ضُباطه وتلقوا الكثير من الاضرار والمشاكل .
أرسلت موسامي القائد يوزين لكي يقضي على هزيم الرعد ومعه اسطول كامل ، التحمت سفينة هزيم الرعد (الصاعقة) بسفينة القائد يوزين وقاد هزيم فرقة السيوف بنفسه واستطاع قتل القائد يوزين واستطاع اسطول هزيم القضاء على بقية اسطول يوزين وبعد مغامرة ومصاعب كبيرة استطاع هزيم الرعد مع ضباطه بسفينتهم الصاعقة اقتحام مدينة زاوارد والسيطرة عليها بعد مجهودات كبيرة واخيراً استطاع موڨيك والضباط الاخرين الثقة بهزيم الرعد وبجرأته شجعاته وشبابه وقرروا ان يضعوا ارواحهم بين يديه ، أعُجب هزيم بموڨيك وبدأ يثق به أكثر وقرر أن يلقبه بـ (الرماح).

روجو

### اللقاء الأول بين روجو وهزيم الرعد
بعد أن استطاع هزيم الرعد تدمير قلعة زاوارد وهي موقع هام جداً للإقليم الجنوبي وبوابة الدخول لكوكب تاي ، طلب حاكم كوكب رين القائد روجو من حاكمة كوكب تاي لسيدة موسامي أن يقوم بمهاجمة زاوارد لكي ينتقم من روجينا التي قتلت والده راكاك ، وافقت موسامي بعد عناء كبير من روجو ولكن بشرط أن يأخذ روجو معه بعض القوات المتحدة من الكواكب الخمسة بقيادته ليشن هجوماً شاملاً واعطته بعض اساطيلها وارسلت معه كوجي ليكون نائباً له ويراقب تحركاته وبذلك استطاعت موسامي ان تخدع روجو وتستفيد منه لمصلحتها بسبب تهور روجو .
بدأت المعركة ضد رغبات روجينا فكان اسطول روجو مسيطراً على المعركة بسبب ارهاق اسطول روجينا وخساراته الكبير من سفن وجنود ووقود ، كان روجو قريباً من تدمير السفينة زمردة ، ولكن تدخل هزيم الرعد وسط فجآة الجميع وشن هجوماً مفاجأً على سفينة روجو ، أرسلت موسامي أوامراً لروجو بالتراجع ، فتراجع روجو .
طلبت موسامي من روجو ألا يقتل روجينا وأن يمسكها حية لان أسرها سيكون أكثر فائدة من قتلها للمنطقة الجنوبية ، وعينت روجينا هزيم الرعد لكي يحمي مؤخرة الاسطول كما قام توريزان بأخذ زمردة ، وانقسم الاسطول إلى مجموعتين الأولى كان بها توريزان مع سفينة روجينا زمردة ، والثانية بها روجينا مع بضعت سفن ، وقع روجو بالفخ وذهب وقتل توريزان لعله يجد روجينا ولكنه وقع بالفخ .
اقتحم هزيم الرعد سفينة روجو وبدأو بقتال السيوف ، ووضع صخر وتاكسي عدة قنابل حتى تنفجر السفينة ، قاتل روجو هزيم الرعد وكانت المعركة متكافئة حتى انتهت بانكسار كلا من سيفي القائدين ، غادر هزيم الرعد السفينة بسرعة بسبب القنابل الموقوتة .
هرب روجو مع كوجي بسفينة نجاة ، وبذلك أستطاع هزيم أن يدمر سفينة روجو وحرمه من الانتقام من روجينا .

### انسحاب قوجو واقتحام هزيم سفينة موسامي
خسرت قوجو الكثير من قواتها وذلك ما أغضب الإمبراطور دانجو وطلب منه جينبي أن ينسحبوا من المعركة وذلك بسبب أن المعركة لن تحسم قريباً لان لدى موسامي جيشاً يمكنه أن يخوض معركة طويلة الامد وأن استمرار القتال قد يلحق العار لقوجو وهذا ما لايريده دانجو ، فوافق دانجو على ذلك على أن يعود للهجوم قريباً .
في تلك الاثناء كان هزيم الرعد في اسوء الظروف حيث كانت سفينته تختبئ بين الصخور والنيازك ، وقرر هزيم الرعد بتهور أن يشن هجوماً على جيش موسامي بسفينته الصاعقة فقط وذلك بخطة أن نتقتحم الصاعقة سفينة موسامي نيران لخوض معركة بالسيوف .
خرجت الصاعقة من مخبئها ، وبدأت مهاجمة نيران وسط دهشة موسامي ، أستطاع هزيم فعلها وأقتحم السفينة ، اراد هزيم الرعد مقاتلة موسامي ولكنها لم ترغب بذلك وارادة الذهاب للاطمئنان على شقيقها الصغير تورامارو ، تقابل هزيم صدفة مع موسامي ولكنها هربت وبقيت هيرو مساعدة موسامي لمقاتلة هزيم الرعد ، حاولت هيرو ايقاف هجوم هزيم الرعد ولكنها لم تستطع ، وصل هزيم الوصول إلى موسامي ولكنها اطلقت عليه نيران المسدس ، سقط هزيم الرعد مغشياً عليه ، وغادرت موسامي مع جنودها السفينة تاركت ورائها هزيم الرعد ، وصلت روجينا ورماح وصخر واخرجوا هزيم من السفينة قبل الانفجار ، أصيب هزيم الرعد بأضرار كبيرة جداً ولكن لم يمت بفضل الدرع الذي كان يضعه .
هجوم هزيم الرعد المباغت على سفينة موسامي اربكها وافسد خطتها وجعلها تخسر الكثير من قواتها ، وبذلك أنقذ هزيم الرعد قوجو من معركة خاسرة ضد تاي .

### معاقبة روجينا بسبب الهزيمة ومرافعة الجنرال جينبي
نُقل هزيم الرعد إلى المستشفى بعد اصاباته البليغة ، لم يحتمل هزيم الالم كما انه لم يحتمل البقاء ساكناً في المستشفى ، آتت روجينا إلى هزيم وطلبت منه أن يقراً الكثير من الكتب في التاريخ وفن الحرب الحديث وعلم التسليح ايضاً لك يفيده كونه قائداً ، بعدها تلقى هزيم الرعد خبر يقول أن رجينا سوف يتم معاقبتها ، طلب هزيم من ريلا أن تقنع والدها بأن تلغي ذلك ولكنه رفض ، غادر هزيم المستشفى راكضاً بالحصان لينقذ روجينا من الحكم المنتظر سقط هزيم في نصف الطريق ، وكانت المفاجآة بأن يلتقي بسيموني التي ارادت قتله والانتقام منه ، لم يسمح لها هزيم ونهض في اللحظة الأخيرة ، وحضر صخر وتاكسي لتهرب سيموني من المكان دون فعل ما ارادته .
وصل هزيم لمكان تقرير الحكم ، حيث بدأت المحاكمة على روجينا من طرف فورماي الذي كان يريد التخلص من روجينا ، حكم عليها فورماي بالموت ، وقبل تنفيذ الحكم وصل هزيم الرعد وطلب من الإمبراطور الانتظار لان مسؤولية الخسارة تقع على الجميع وليس عليها فقط ، طلب فورماي معاقبة هزيم ايضاً ولكن تدخل جينبي ووافق على ما قاله هزيم لانه تم التخطيط لتلك الحرب في المجلس العسكري وإذا كان هناك خطأ ما ، فأنه خطأ في المجلس كله ولنهم استخفوا بالخصم وبسبب أن الشعور بالقوة اعمى بصيرة قوجو ولذلك يجب الا يتم معاقبة القائد روجينا فقط ، جادر أيضا أصبح مع جينبي وقرر الموت مع روجينا إذا سيقتلونها .
تم بعدها الحكم على روجينا بتجريدها من رتبتها وتحويلها كجندية عادية ومعاقبتها بجلد 100 جلدة بسبب دخول هزيم الرعد .
تحدث بعدها الجنرال جينبي إلى الإمبراطور دانجو على أن تحويل القائدة روجينا إلى جندية عادية خسارة كبيرة لروجو ، وقرر جينبي ان تكون روجينا نائبة له وانضمام كل جنودها واسطولها له ، وافق دانجو على ذلك وبذلك أصبحت روجينا نائبة للجنرال جينبي .
لم يكن أحد يعرف بماذا يفكر به جينبي الغامض وقتها ، خاصة عندما قال : سأجعل الأربعة الكبار في قبضتي ، وعندما أنقذ روجينا من الموت وجعلها نائبة له .

### خدعة اعلان تمرد روجينا وجينبي للامساك بالمتمردين
أعلن الإمبراطور دانجو بأن يشكل جينبي ومعه روجينا ومع جيشهما تمرداً وهمياً عليه وعلى قوجو ، وتلك خطة من مستشار دانجو لكي يكتشف الخونة والذين يسعون للتمرد عليه ، وكان أول المصائد هو القائد هواكين الذي شجعه تمرد جينبي وروجينا على اعلان تمرده على الإمبراطور ، خدع جينبي وروجينا القائد هواكين وقالا له أنهما قادمين له لكي يقوما بهجوم على دانجو ، أُرسل هزيم الرعد إلى هواكين وتم القبض على جميع اتباع هواكين واستطاع هزيم القضاء على هواكين بعد معركة صعبة ، وتم القبض على سانجو الذي كان يحرك هواكين والذي كان يريد السيطرة على المجرة بعد ان يضع سيموني في الواجهة ويحكم بواسطتها .

### بداية خطة فورماي باستغلال ريلا وسيموني
بعد انتهاء التمرد الذي ظهر في قوجو ، بدأ فورماي بخططه لكي يقضي على دانجو ويستولي على السلطة ، وكانت اولى خططه هي حديثه مع ابنة دانجو ريلا ، حيث اراد أن تقوم ريلا بالقبض على سيموني لكي يستخدم سيومي لاحقاً لانها هي الاحق بحكم المجرة لانها حفيدة اخر اباطرة المجرة ،
استعدت ريلا عدة رجال وقبضوا على سيموني وابقوها في السجن ، وفتها كان هزيم الرعد ورجاله في حفلة عشاء بعد القضاء على المتمردين .
تسلم هزيم الرعد هدايا كثيرة من الإمبراطور ، ولم يرغب بها هزيم الا ما يُؤكل ، فقرر اعطائها لسيموني ولان لان ولكنه تفاجئ بعدم وجود أحد في المنزل الا لان لان التي اخبرت هزيم بما حدث فانطلق لنجدة سيموني لانه عرف من هواكين ان سيموني ليست من المتمردين أو ما شابه ، اقتحم هزيم منزل الآنسة ريلا واخرج سيموني من السجن ، استغربت سيموني هذا التصرف من هزيم رغم انها ارادت الانتقام منه ، أوضح هزيم الرعد لسيموني انه عندما قتل والدها كانا في حالة حرب وكان من الممكن ان يقوم والدها بقتل هزيم ولكن هزيم الرعد انتصر عليه .
تدخلت روجينا وجينبي واوقفوا هجوم جنود ريلا واوقفوا هزيم واخبرا هزيم انه سيتلقى عقوبة بسبب اقتحام نزل الانسة ريلا ، لم يعترض هزيم على ذلك ولكنه وضع شرطاً بإلا يعاقب أحد من رجاله ووافق جينبي على ذلك . تمت معاقبة هزيم الرعد بالسجن لمدة شهر كامل .

### خروج هزيم الرعد من السجن وترقيته كقائد عام للحرس الامبراطوري
طلب الإمبراطور دانجو الإفراج عن هزيم الرعد واستدعاه لمجلسه ، وكانت المفاجئة هي أن يعينه قائد عام للحرس الإمبراطور ، وذلك يعني أن يكون هزيم قائد للفرقة المسؤولة عن حراسة القصر والإمبراطور ، وذلك بسبب ازدياد المتمردين والخونة على دانجو ، استغربت روجينا ذلك فكلما قام هزيم الرعد بحماقات حصل على رتبة جديدة .
سيقود هزيم الرعد فرقة الحرس الامبراطوري المكونة من خمسة اساطيل الإضافة إلى اسطوله .
اعترض فورماي على ذلك لانه كان المسؤول عن حمايته ، رفض دانجو اعتراض فورماي وقال ان هزيم أفضل منه خاصة بعدما حمى هزيم الإمبراطور عندما هاجمته موسامي .
غضب فورماي كثيراً وبدأت مشاعر الحقد تتسلل اليه ، اتجه اليه السيد اولي الذي كان يرغب بالتخلص من دانجو ايضاً ، فانطلقا لوضع خطة للقضاء على دانجو .

### موت الأمبراطور دانجو
اتفق فورماي واولي على تعين قاتل مأجور يستخدم سم العقرب على قتل الإمبراطور دانجو ، استطاع القاتل ان يقتل الحراس بواسطة سم العقرب وذلك كان سوى تجربة لقتل الإمبراطور في الليل التالية ، عين دانجو هزيم حارس له اثناء نومه ، وحدث ما كان متوقعاً واقتحم القاتل غرفة نوم الإمبراطور ، أطلق القاتل الكثير من العقارب في غرفة نوم ، تدخل صخر وتاكسي واطلقوا النار على العقارب حيث أن النيران تقضي على العقارب وسمها ، بدأ قتال هزيم ورجل العقرب ، أستطاع هزيم حماية الإمبراطور وهزيمة رجل العقرب ولكنه أطلق النار على هزيم وهرب بعدها لكن تدخل صخر وأطلق قنبة ضخمة على رجل العقرب لتكون نهايته ، ارتاح الإمبراطور دانجو بعدها ، ظهر جينبي بعدها ليطمئن على الإمبراطور وطلب منه أن ينقله لفراشه ، بعدها وبفجآة صرخ الإمبراطور دانجو ممسكاً بقلبه ومخرجاً عقرباً دخل اليه ، فقد دانجو السيطرة على نفسه وعرف أن الموت قد أتى فقال : كنت أحلم بأن أكون حاكم للمجرة كلها ، أحلم بالسلطة ، بالسلطة وحدها ، لكن .. أنه الموت ، لم أكن اتمنى أن اموت هكذا .. غدراً . سقط بعدها الإمبراطور دانجو ليلفظ آخر انفاسه .
مات دانجو متأثراً بسم العقرب ، إنها نهاية مهينة رجل قضى عمره في الحروب وكانت لديه طموحات لبناء إمبراطورية تستوعب المجرة كلها .
بموت دانجو ستزداد نيران الحروب اشتعالاً فالخطر الخارجي على قوجو مستمر وسيضاف اليه خطر الحروب الداخلية التي قد تنشر بين الاقوياء .

### إرسال هزيم الرعد إلى جبهة ناكيرو
كان موت دانجو مفاجئة للجميع حتى لمن خطط لقتله ، قرر القادة ابقاء خبر موت الإمبراطور دانجو سراً ، حتى لا يشجع موسامي على غزو قوجو .
رُفع الاربعة الاقوياء إلى رتبة اعلى وعهد عليهم إدارة البلاد خوفا من تمزيق وحدة قوجو ، وكان الجميع يشعر ان الوفاق بين الاقوياء لن يدوم طويلاً ، فكل واحد لديه طموح بحكم الامبراطورية بنفسه ، لم يعرف من كان السبب بقتل الإمبراطور دانجو إلى الآن .
لاحظت كاجان اخت جينبي أن هزيم الرعد سيكون لديه مستقبل واعد وأنه من الممكن أن يقف في وجه جينبي ، قرر جينبي ابعاد هزيم عن الصراع في قوجو وارساله إلى جبهة ناكيرو فهي الخط الدفاعي الأول في وجه الهجمات من المنطقة الجنوبية .
قرر كاجان تحاول قتل هزيم الرعد ففي طريقة جيش هزيم إلى ناكيرو تسللت كاجان إلى سفينة هزيم وعطلت اجهزة السفينة ، وكان السفينة على وشك الانفجار إلى ان بفضل جهود هزيم الرعد وسومين رئيس تصليح السفينة استطاعوا ايقاف الالإجار قبل فوات الاوان ، وبذلك اخفقت اولى محاولات كاجان باللقضاء على هزيم ، واتجه هزيم إلى ناكيرو بطلب من الاربعة الاقوياء لحكم ناكيرو .

اللقاء الأول بين شاهين وهزيم الرعد

### وصول هزيم الرعد إلى ناكيرو
وصل هزيم الرعد إلى ناكيرو بطلب من جينبي وروجينا لحكم الكوكب وتسيير أموره ، كان حاكم ناكيرو الحالي سيئا فكل ما يهمه هو تجميع المال واقامة الحفلات ، وصل هزيم إلى قلعة الحاكم واخبره انه لن يزيحه عن حكم ناكيرو ولكن بشرط أن يصحح أخطائه الكثيرة وأن يهتم بأحوال الناس في ناكيرو وحل مشكلاتهم بدل أ، يقضي وقته في اقامة الحفلات وتجميع الاموال .
وقتها كان جادر مع اخوته يرصدون خطط خطيرة لكي يضعوا قبضتهم لقوجو ، ولكنهم كانوا لا يريدون فقدان كوكب ناكيرو عندما يسيطرون على قوجو ، فكانوا يخشون أن تقوم موساي بهجوم على ناكيرو والاستيلاء عليه فاناكيرو موقع عسكري مميز ، قرر جاين شقيق جادر أن يقوم القائد شاوكين الذي يعتبر مرتزقة يعمل لمن يدفع أكثر بقتل هزيم وحماية ناكيرو ، ورغم أن جيش شاوكي نكان أكبر من جيش هزيم الرعد الا ان اسطول هزيم استطاعوا الانتصار بالمعرك بعد خطة ذكية .
عندها كان سيسين دايكاكويا والملقب بـ (بشاهين) بمراقبة المعركة عبر الاقمار الصناعية ، أعجب شاهين بخطة هزيم وشجاعته في تنفيذها .
عرف جادر واخوته أن هزيم الرعد اقوى مما كانوا يتوقون مما يريحهم حتى إذا هاجمت موسامي ناكيرو سيتصدى لها هزيم الرعد ، وفي اثناء سيبدأ جادر عصيانية ويهاجم إمبراطورية قوجو والاستيلاء عى السطلة فيها .

### اعلان تمرد جادر واستولائه على إمبراطورية قوجو وفورماي أول الساقطين
أخيراً خرج جادر صمته ، وأعلن عصيانه بادأً في غزو قوجو والاستيلاء على الحكم والسلطة فيها ، لم يكن جادر وحده بل كان معه اخواه جازان وجاين حيث كان الاخير يضع الخطط لغزو قوجو ، كان يعرف جاين أن غزو قوجو والاستيلاء على الحكم بهذه الطريقة هي طريقة غير شرعية لذلك كانت تكمن خطته بغزو قوجو ثم القبض على ريلا ابن الإمبراطور دانجو حاكم قوجو السابق وبذلك سيعلنون أن كل نشاطاتهم كانت بأمر منها ، وبفضل خطة ذكية من المخطط الحربي جاين استطاع جيش جادر القضاء على جيش الحراسة لكوكب قوجو وبذلك استطاعوا غزو بوت عاصمة قوجو ، عرفت روجينا نوايا جادر فأسرعت واخذت ريلا معها وسلمتها لمساعدها جامو ليقوم بتهريبها واخفائها في مكان بعيد .
انتهى كل شيء بسرعة وأصبح جادر حاكم لقوجو ، لم يصدق فورماي ذلك فهو من كان سبب قتل الإمبراطور دانجو لكي يستولي على الحكم ، فدخل إلى القلعة ليرغب بقتل جادر ، لكن أستطاع جادر أن يتصدى له ويقتله بسهولة ، وبذلك كان فورماي أول شخص يسقط من الاربعة الاقوياء .
شهدت روجينا ذلك ، وسألت جادر عن ماذا سيفعل بها هي ايضاً لم يرغب جادر بتحدي روجينا خاصة انهم كانوا شركاء لفترة طويلة ، فطلب منها أن تكون يده اليمنى ، لم توافق روجينا في البداية ولكنها لم ترفض أيضاً ، فلم يكن هناك أحد يعرف با كانت تفكر به روجينا .
أما آخر الاربعة الاقوياء جينبي فقد أرسل له جادر اخيه جاين مع الكثبر من الجنود لاحراق منزله ، طلب جاين لجينبي أن يخرج ويسلم نفسه والا حرق المنزل ، لم يخرج جينبي واحرق جاين المنزل ، ولكن جيني استطاع بقدراته أن يخرج هو مع أخته كاجان ، لم يشعر أحد بأن جينبي هرب ، وظن الجميع أن جينبي قد مات ، ولكنه كان يخطط أن يترك جادر ويبدأ بالعمل بالخفاء من أجل تحقيق اهدافه .
اتصلت روجينا بالخفاء لهزيم الرعد واخبرته بأن جادر أعلن تمرده واستولى على قوجو وحكمها وقتل الكثير من الابرياء ، وطبلت منه ان يأتي ويأخذ الأنسة ريلا التي يسعى جادر للقبض عليها .
انتهى كل شيء وأستطاع جادر أن يصبح امبراطور قوجو ، تم القبض على كل جنود جينبي وفورماي وطلب جادر أن يتم قتلهم جميعاً حتى يتأكد عدم عصيان أحدهم له .

جادر

### التوجه إلى بوت لانقاذ ريلا مع خطة شاهين
بدأ جيش هزيم الرعد بالاستعداد للانطلاق بسرعة نحو قوجو بعد طلب القائدة روجينا ، ولكن تلقت اجهزة الرصد إشارة لسفينة غريبة وحديث لشخص غريب دخل على خط السفينة طلب فيه الدخول إلى الصاعقة والتحدث إلى القائد مباشرةً ، طلب هزيم ادخاله ليرى من يكون ، كان ذلك الشخص هو سيسن دايكاكويا والملقب بشاهين ، قابل هزيم الرعد ونصحه الا يذهب بتهور إلى قوجو لان نهايته ستكون هناك وطلب ان يتبع خطته التي وضعها ، اخبر سيسين خطته لرماح وهزيم ، وافق عليها هزيم الرعد لانه وجدها خطة جيدة ولانه كان يريد الذهاب إلى قوجو باسرع ما يمكن .
كان الخطة هي دخول هزيم الرعد وشاهين ورماح وصخر وتاسكي في سفينة صغيرة لنقل البضائع والدخول إلى بوت بسهولة ، أستطاع هزيم الرعد والباقين الدخول إلى مدينة بوت ، وقتها اكتشف جنود جادر مكان ريلا وسامو ، ولكن تدخل هزيم الرعد وقضى على الاعداء وأخذ ريلا ، وقبل أن يهربوا اتى اليهم جنود جادر النينجا وبدأ القتال بينهم ، ازداد عدد الاعداء وهرب صخر وتاسكي مع ريلا للسفينة ، أتت السفينة بقيادة شاهين لاصطحاب رماح وهزيم الرعد الذا ما زالا يقاتلان الاعداء ، وبشق الانفس أستطاعوا جميعاً دخول السفينة والخروج من بوت ، وبفضل سرعة سفينة شاهين الصغيرة ومهارة شاهين بالقيادة استطاعوا تجاوز جيش جازان والهروب للتوجه إلى ناكيرو .
و بذلك أستطع هزيم الرعد أنقاذ ريلا ، وكانت هذه هي أول مساعدات شاهين لهزيم الرعد

### وصول اخبار تغييرات قوجو إلى موسامي وخطتها لغزو إمبراطورية قوجو
بعد أنقذ هزيم الرعد الانسة ريلا لم يعد جادر يهتم بالقبض على ريلا لانه أصبح حاكماً لقوجو وقتل كل المعارضين ، وقتها وصلت اخبار موت الإمبراطور دانجو وتمرد جادر إلى موسامي وقررت أن تستغل حالة الفوضوى التي تعاني منها قوجو وتشن هجوماً مفاجئاً عليها ، وكانت خطة المخطط الحربي لموسامي السيد جولاي أن يقوم قواتهم بمهاجمة مدينة تنسنداي ليوهمون الجميع انم بريدون احتلالها ثم يسحبون قواتهم ليشنون هجوماً على مدينة بوت العاصمة ، هيرو مساعدة موسامي لم توفق على ذلك ، وذلك بسبب أنه الجيش سيحتاج إلى خوض معركتين متتاليتين فماذا لو نفذ الوقود خاصة ان المسافة بين الكوكبين بعيدة ، وافقت موسامي على الخطة رغم المخاطر وبدأ جيشها بالاستعداد حيث ستهاجم بتسعين سرباً من كوكبها ومن الكواكب الأخرى .

شاهين

### معركة سايان وهزيم الرعد الغير متكافئة عدداً وتدخل شاهين يحقق فوزاً ساحقاً
وصلت اخبار هجوم موسامي إلى هزيم الرعد وبدأ جيشه بالاستعداد ، قررت موسامي أن ترسل بعض القوات إلى جبهة ناكيرو للقضاء على هزيم حتى يتافدون ندخله وكذلك تدمير ناكيرو ، وقد ارسلت موسامي القائد سايان الخبير في المعارك والمكون جيشه من عشرة اسراب بينما كان جيش هزيم الرعد مكون من سرب واحد فقط ، كانت المعركة نظرياً سستجه لمصلحة سايان ولكن لم يكن هناك أحد مالذي سيحدث ؟
قرر هزيم الرعد خوض المعركة وأن تكون خطته هي أن يحاول دخول سفينة سايان وتسوية الامر معه رجل لرجل ، فجآة وصلت سفن سانقراكوساي القائد العسكري لمدينة ناكيرو وطلب من القائد هزيم ان يوافق أن يقوم هو بمساعدة جيش هزيم ويضف قواته إلى قوات هزيم الرعد ، وجلب سنقراكوساي معه شاهين لكي يقوم بمساعدة هزيم الرعد في المعركة ، لم يوافق هزيم في بداية الامر أن يقود شاهين المعركة ولكنه وافق بعد ان وافق عليه كل من في السفينة خاصة ان شاهين ساعدهم من قبل ، كانت خطة شاهين ممتازة جداً حيث قرر المهاجمة وجهاً لوجه واختيار مدمرتان من اليمين وتنعطف يساراً ومن اليسار وتنعطف يميناً وتبدأ الهجوم وبذلك يكون الهجوم شاملاً وناجحاً وبذلك تشتت قوات العدو وتم تدمير كل قوات سايان .
صحيح ان قوات سايان كان أكثر من قوات هزيم الرعد بعشرة اضعاف ولكن كانت خطة جيش هزيم الرعد كانت أفضل وغليوهم بقوة العقل ،

### هجوم روجو على تاي .. وانسحاب موسامي من قوجو .. وشاهين مستشار الحربي لهزيم الرعد
بدأت موسامي بتنيذ خطتها ووصلت جميع المساندات من الكواكب الأخرى ما عدا مساندة كوكب رين الذي يقوده روجو حيث ارسلوا اعتذراهم على التأخير بحجة وجود بعض السفن في الصيانة ، لم يكن ذلك صحيحاً أنما كانت هي خطة من كوسيشو مخطط روجو الحربي ، الذي خطط لكل شيء فلو ساعدوا موسامي في احتلال قوجو ستحاول السيطرة على المجرة كلها ، وبعدها ستقوم بمهاجمة الكواكب الريبة منها أي ومنها كوكب رين ، وافق روجو على الخطة وقرر عدم مساعدة تاي .
لم تلتفت موسامي لقرار روجو المفاجئ وواصلت هجومها ، كان جيش موسامي يهاجم قوجو ويتصدى له الجيش الذي يحمي حدود قوجو بينما كان جيش هزيم الرعد خلف جيش موسامي الكبير ، كانت خطة شاهين هي اضعاف الاسطول المتقدم الذي يهاجم العاصمة بوت ، وذلك عن طريق تدمير السفن الناقلة للوقود والمعونة ، ثم مراقبة ما يحدث في المعركة التي تقودها القائدة روجينا ثم اختيار اللحظة المناسبة لبدأ الهجوم .
وقتها تفاجئ رجال الارصاد لكوكب تاي بوجود اسطول كبير قادم من رين إلى تاي رغم أنه من المفترض ان يتجهوا إلى قوجو لخوض المعركة مع تاي ، ولكن كان هدف كوسيشو الرئيسي هو احتلال تاي مستغلاً انشغال موسامي في حربها مع قوجو ، خطة من شاهين اختبئ اسطول هزيم بقرب من أحد الشموس كان يتوقع شاهين مرور جيش موسامي به لمهاجمتها وحدث ذلك حقاً وبدأ هجوم هزيم الرعد على اسطول تاي من جهة الشرق للشمس ، وفي أثناء الهجوم وصلت اخبار هجوم روجو على تاي ، تفاجأت موسامي من ذلك الخبر ، قررت موسامي الانسحاب والتراجع إلى تاي حتى لا تخسر وطنها ، ولكنهم تفاجئوا بوجود اسطول هزي مالرعد امامهم ومانعهم من الهروب ، وبطريقة ما استطاع اسطول موسامي تجاوز اسطول هزيم والرجوع بسرعة لتاي .
عرف بعدها اسطول هزيم الرعد عن طريق التصنت على رسائل العدو الصوتية أن روجو يهاجم تاي الآن ، وبذلك يعني أن تحالف روجو وموسامي قد انتهى ، عرف شاهين ذلك ووضع الخطة بعدما لم يرى اسطول روجو مع موسامي فتوقع أن يهاجم روجو كوكب تاي ويحاول احتلاله وقد أيقظ شاهين ذلك بعدما نسحبت موسامي مم المعكركة .
هنا اعترف هزيم الرعد بأن شاهين رجل حاد الذكاء ، وكذلك اعترف شاهين أن هزيم الرعد هو الرجل الذي كان يبحث عنه ليقدم له خدماته وأنه الرجل المناسب لتوحيد المجرة ، طلب هزيم الرعد من شاهين أن يكون مخططه الحربي وطلب شاهين من زيم الرعد أن يجعله خططه الحربي ، اتفق الاثنان وتصافحا ، وهكذا يُقال أن البطل يعرف البطل وهكذا شاهين في هزيم الرعد الرجل الشجاع الذي يبحث عنه ووجد هزيم في شاهين المخطط الحربي العبقري الذي يحتاج اليه ، هذا التحالف بين البطلين سيسفر عن انتصارات جديدة مدهشة وعن أحلام مشتركة سيسعيان اليها معاً .

هزيم الرعد

### هزيم الرعد حاكماً لناكيرو .. وبداية تقوية وتحسين الجيش
بعد أن أصبح شاهين مستشار هزيم الرعد والانتصار في المعركة الماضية أصبح هزيم الرعد في وضع يؤهله ليكون الآن حاكم ناكيرو استعداداً لغزو قوجو والقضاء جادر ، قرر هزيم الرعد بخطة من شاهين بإعفاء شوكينشو من منصب حاكم عام لناكيرو هذه المرة واخيراً أصبح هزيم الرعد حاكماً لناكيرو .
الآن قرر شاهين أن يقوموا بتحسين قوة الجيش والاستفادة من كل من له خبرة ويوافق على العمل معهم ، مهما كانت مكانتهم أو اعمالهم السابقة ، أقترح سانقراكوساي أن يسئلوا كوين وابنه كاوبو الذا يعملان كقراصنة في الفضاء ، كوين كان ضابطاً في الامبراطورية الموحدة ، ولكن بعد أن تفتت الامبراطورية وبدأت الحروب الداخلية تغيرت احواله واتجه إلى القرصنة ، اتجه هزيم الرعد وسانقراكوساي إلى سفينة كوين ، لم يكشف هزيم الرعد عن هويته في السفينة ، استخدم سانقراكوساي سلاحه القوي وهي فصاحة لسانه وقوته في التحدث إلى كوين لم يقتنع كوين بفكرة العودة إلى ما كان عليه ، قال كاوبو لسانقراكوساي ان هل هزيم الرعد قادر على توحيد المجرة فاقترح سانق أن يختبر كاوبو قوة القائد بمنازلة ذلك الشاب الذي لم يكونوا يعرفونه وقتها وهو هزيم الرعد ، تقاتل كاوبو وهزيم الرعد واستطاع هزيم الرعد الانتصار فهم كوين أن الشخص الذي يقاتل ابنه هو القائد هزيم الرعد ووافق على الانضمام إلى جيش هزيم الرعد وأعلن ولائه له وخدمته لكي يستعيد كرامته بل الموت التي فقدها كقرصان ، بهذا انضمت قوة كبيرة مقدارها عشرون ألفا مقاتل إلى جيش هزيم طامحت لغزو المجرة .

### ترقية هزيم الرعد كحاكم عام .. ومحاولة جاين القضاء على هزيم وروجينا
غضب جادر واخوته لما فعله هزيم الرعد بضمه كوين وكاوبو لجيشه دون اخبراهم ، علماً أن ناكيرو تابعت لقوجو حيث ناكيرو تحمي أي هجوم من المنطقة الجنوبية ، عرف جاين أن هزيم الرعد يخطط لغزو بوت ذات يوم لذلك قرر أن يفكر بخطة للقضاء على هزيم الرعد وورجينا التي تدعمه .
اقترح جاين أن يُرقى هزيم الرعد إلى منصب حاكم عام بعدما وافق جادر ايضاً ، وقرر أن تقوم روجينا بتسليم هزيم هذا المنصب وجاين نائب لها ، وسيعمل جاين على القضاء على هزيم الرعد وروجيناً معاً في حفل الترقية .
تم حفل الترقية وتسليم هزيم الرعد الختم الرسمي ، والتقى هزيم الرعد بروجينا بعد غياب طويل دام فترة ليست بالقصيرة بعد موت الإمبراطور دانجو ، عرف هزيم الرعد روجينا على مخططه الحربي شاهين وكذلك تعرف شاهين على جاين اللذان اتفقا على قضاء الليلة معاً ، عرف شاهين ما كان يخطط له جاين فعين رماحو صخر وتاسكي لحماية المكان ، وقد قضوا على كل رجال النيجا الذين عينهم جاين ، وبذلك اخفق جاين لما خطط له .
شعرت روجينا بارتياح شديد بعدما جاءت إلى ناكيرو واطمئنت على هزيم الرعد لانها عرفت أن لهزيم اصدقاء مخلصين يساعدونه ولانه نضج كثيراً ، شعر هزيم الرعد بأن روجينا تخفي شيئاً عليه فسألها ولكنها قالت بأنه لا شيء ، قرار روجينا السري كان يقود هزيم الرعد إلى مصير قاسي جداً .

### ظهور لينغ سو .. وغموض روجينا حول هزيم ينكشف
بينما كانت لان لان تتسوق في أسواق ناكيرو اصطدمت بالطريق بفتى يدعى لينغ سو وهو شاب فقير كان يبحث عن عمل يكسبه المال ، كان لينغ سو يحب القراءة والاطلاع كثيراً ، لان لان جعلت لينغ سو يذهب معها إلى سانقراكوساي ليبحث له عن عمل ، سأل سانق لينغ سو عن أي عمل يجيده ولكن لم يجد المطلوب ولكن تفاجأ سانقراكوساي بأن لينغ سو قد قرأ كتب فن الحرب السبعة الصعبة ، قرر سانقراكوساي بأن يعمل لينغ سو في الاسطبلات حالياً إلى أن يرى عمله .
بدأ لينغ سو عمله وتفاجأ بحضور هزيم الرعد إلى الإسطبل لايأخذ خيلاً ، تحدث هزيم قليلاً إلى لينغ سو الذي لم يكن يعلم بأنه حاكم ناكيرو ، جاءت روجينا بعدما طلب هزيم مجيئها وطلب أن يخرجا معاً بنزهة قصيرة إلى جبال مع ركوب الخيل ، كان بال هزيم الرعد مشغولاً بما كانت تفكر به روجينا ومع تخيه عنه ولماذا هي ما زالت مع جادر الظالم ؟
سألها هزيم الرعد : أنت ترين ما يفعها جادر الظالم فلماذا تؤيدينه وتستمرين في ولائك له ؟ ردت روجينا بأنها لا تؤيد جادر في أفعاله وليست موالية له ولكنها مقاتلة وولائها الوحيد لقوجو ، هزيم الرعد كان كان متردداً لانه يريد هزيمة جادر ولكن المشكلة أن روجينا في صف جادر فكيف يمكنه أن يكمل الطريق للنهاية ؟ ، قالت روجبنا أنها لا تعلم يما تفكر به يا هزيم ، ولكنها تعلم أنه شاب شريف وطموحه كبير كحجم المجرة ، وقالت له : «تحقيق الأحلام ليس أمراً سهلاً ، ستواجه الكثير من المصاعب والآلام ، فالطريق إلى المجد لن يكون مفروشاً بالزهور ، وقد أكون الجبل الذي يقف في وجهك ، والسيف الذي يقضي على حلمك ، احذر وكنّ مستعداً»، وأنهت كلامها بقولها : أنني احتفظ لك باحترامٍ شديد ، واتمنى لك التوفيق . صقع هزيم الرعد لكلام روجينا وأصيب بحالة حزن وكآبة فقد حبس نفسه بغرفة غارقاً بأفكاره الخاصة .
في هذه الاثناء بدأ شاهين في التفكير بخطة لغزو المجرة كلها وعلم من لان لان وسيموني أن هناك فتى جديد يدعى لينغ سو قد قرأ كتب فن الحرب السبعة ، طلب شاهين مجيء لينغ سو ليضع خطة بديلة لغزو المجرة ثم يراها الحاكم هزيم الرعد بعد أن يشفى ، اخبر لينغ سو بأنه رآى هزيم وروجينا خرجا معاً وحدهم بالخيل البارحة ، فهم شاهين ما حدث لهزيم الرعد بعدها وتوجه اليه ، وقتها كان هزيم غاضباً جداً ، توجه اليه شاهين وبدأ النقاش الحاد بينهما ، هزيم قال بأنه سيوحد المجرة ولكن شاهين طلب من هزيم أن يأخذ قراره الآن حول المواجهة المنتظرة مع روجينا ، قال شاهين لهزيم بأن روجينا لا تقصد الوقوف في وجهك ولكنها تقوم بواجبها ، اخلاصها لعملها يحتم عليها أن تقف لجانب جادر ، هزيم الرعد كان متردداً حول هذا الامر لان روجينا هي من اخرجته للعالم وحولته من رتبة جندي عادي إلى قائد اسطول فهو يدين لها بالكثير ولا يمكنه أو يتحمل أن يقتلها !! قال شاهين : أفهم مشاعرك ، ولكنها الحرب يا هزيم الرعد ، حتى روجينا لن تكون فخورة بك إذا تنازلت عن حلمك ، هزيم الرعد أصبح محتاراً ومشوشاً فأما أن يختار تحيق حلمه أم يختار معلمته روجينا .

شاهين و هزيم الرعد قررا غزو المجرة معاً

### جادر يعلن نفسه امبراطوراً للمجرة .. وهزيم الرعد يعلن الحرب عليه .. وسيموني تطوي صفحة الانتقام من هزيم
أحرق جادر قلعة مدينة بوت ، وبنى قلعة جديدة في مدينة سايو عاصمة الامبراطورية السابقة ، ثم انتقل اليها وأعلن نفسه امبراطوراً للمجرة ، قرر شاهين وهزيم أنها الفرصة المناسبة لاعلان الحرب على جادر ، ولذلك عقدوا مجلساً عسكرياً سريعاً .
تم التقرير بأن يتحرك جيش هزيم الرعد بعد خمسة أيام بعشرة أسراب مقاتلة ، وسيكون كاوبو في المقدمة ، هزيم الرعد ورماح سيقودان خمسة اسراب وهي القوة الرئيسية ومعهم شاهين ، اما سانقراكوساي سيبقى في ناكيرو ويدافع عنها مع 6000 الاف جندي ، اختار شاهين خطة لينغ سو لخوض المعركة وسيكون لينغ سو معهم في الصاعقة كونه نائب المخطط الحربي .
قرر هزيم الرعد أن يقيم الجميع الاحتفلات قبل الذهاب للمعركة لانهم سيغيبون عن ناكيرو لفترة طويلة ، بينما وصلت اخبار استعداد هزيم الرعد إلى قوجو وتاي ورين .
قبل الاحتفال جاءت سيموني إلى هزيم الرعد وطلبت منه أن يكون حذراً ويعود سالماً ، استغرب هزيم ذلك وقال لها أنها كانت تسعى للانتقام منه فقالت سيموني :  أنا كنت اكرهك لانك قتلت والدي ، ولكنني .. لا أستطيع أن أقتلك .. حتى .. لا يمكنني أن اكرهك ، أبي لا يحب الاتقام وكان يحلم أن يرى المجرة موحدة وقد طلب مني أن احقق هذا الحلم ، للاسف ، أنا لا استطيع أن احقق هذا الحلم وليس أمامي الا أن اعتمد على شخص يستطيع أن يفعل ذلك ، وأنا سأساعدك .. حتى لو كان قاتل أبي .  سُعد هزيم لذلك ووعد سيموني أن يبذل كل جهده لتحقيق حلمها وحلم ابيها .
بدأ الحفل وكان الاحتفال هادئ وكان كل واحد مستغراً بأفكاره الخاصة ، فالجميع كانوا يدركون خطورة المعركة القادمة ، سيموني أودعت هزيم الرعد حلمها وحلم ابيها وطوت صفحة الانتقام عن فكرها ، لقد كان موقفها رائعاً ! فقد أختارت أمن الناس واطمئنانهم على الحقد والانتقام والقتل ، وعلى الرغم من المها وحزنها الشديدين كانت فرحتها بتحقيق الحلم كبيرة ، هزيم الرعد فهم شعور سيموني واحترم موقفها وهذا ما اعطاه دفعاً اضافياً للمضي نحو الامام .

### اولى معارك هزيم الرعد ضد جيوش جادر .. ونصر رائع بفضل خطة شاهين
بدأت جيوش هزيم الرعد بالانطلاق قوجو لقتل جادر ، بينما قرر جازان أن يخوض هذه المعركة ضد هزيم الرعد ووافق جادر على هذه ، كانت قوة حصن جازان أكبر من قوة جيش هزيم وخاصة أن جيش جازان يمتلك مدفعاً يمكنه الإطلاق من 60 ميل ، كان كاوبو الذي وضع في مقدمة الجيش يسعى بأن يهاجم من البداية ولكن شاهين رفض لسبب أنه يخطط لامر ما ، كاوبو وبعض الجنود لم يكونوا بعد ثقون بشاهين كمخطط حربي بسبب قلة تجاربه في القتال الحربي الحقيقي ، لذلك كان شاهين يسعى أن يكون النصر جميلاً لدرجة أن يخاف روجو موسامي الاشتراك في القتال ، قرر كاوبو مخالفة شروط شاهين وقرر الهجوم ولكنهم لم يكونوا كفأً لهم وتفوق جيش جازان على كاوبو .
كانت المفاجئة هي أن شاهين أرسل والد كاوبو وهو القائد كوين إلى بعض الاجرام والصخور القريبة من ساحة المعركة ووضع عليها نافاثات هوائية لتحريكها وبدارسة وبدقة من شاهين فأن الاجرام والصخور ستصطدم بجيش جازان ، نجحت الخطة ودمرت معظم جيوش جازان ، اقتحمت سفينة هزيم الرعد وسفينة كاوبو ال سفينة جازان ، هزيم الرعد التقى بجازان وبدأ القتال بينهما ، كانت المعرة صعبة بعض الشيء على هزيم ولكنه أستطاغ في النهاية القضاء على جازان .غضب جادر غضباً شديداً سماع خبر موت شقيقه طلب من روجينا أن تشن هجوماً سريعاً وعاجلاً .
لقد حقق هزيم الرعد واصدقاءه نصراً رائعاً في اولى معاركه ضد جادر ، ولكن قتل جازان شقيق جادر عجل المعركة الحاسمة بين هزيم وروجينا .

### هجوم رين على ناكيرو ومعركة هزيم الرعد ضد بوتوهوكوك والظهور الأول لمدفع الرعد
لم يجرؤ أحد من رجال جادر بأن يعلن نفسه لجادر لتحدي هزيم الرعد لذلك قررت روجينا أن تخوض المعركة ، ولكن ظهر شخص يدى بوتوهوكوك قرر أن يخوض المعركة والقضاء على هزيم الرعد ، وقال له جادر أن استطاع بوتهوكوك ان يقضب على هزيم فأنه سيرقي رتبته إلى الأفضل .
وفي هذه الاثناء كان اسطول هزيم الرعد يسقط مواقع قوجو ويتجه نحو مدينة سايو معقل جادر ، وكانوا جنود العدو المستسلمون ينضمون طوعاً إلى اسطوله ، في ذات الاثناء جائت برقية عاجلة إلى هزيم الرعد تفيد بأن أسطول باربعين سرباً يتقدمهم روجو من رين متجهين إلى ناكيرو للاحتلالها ، شاهين وهزيم الرعد تركا سرباً واحداً فقط في ناكيرو وهو لن يستطيع الصمود بالتأكيد في وجه قوة روجو ، أقترح لينغ سو وشاهين بأن يستغل سانقراكوساي مزاياه الخاصة بقدرته على الكلام والتفاوض مع روجو . أنطلق سانقراكوساي إلى سفينة روجو وبنفس الوقت انطلقت المعركة بين جيش هزيم الرعد بعشرين سرباً وجيش بوتوهوكوك بسبيعين سرباً . معنويات جنود أسطول هزيم الرعد كانت منخفضة وكانوا خائفون على أسرهم في ناكيرو وهذا ما جعل الامر صعباً ، وبعد حديث ونقاش طويل بين سانقراكوساي وروجو ومع مخططه الحربي كوسيشو أستطاع سانقراكوساي أقناع روجو أخيراً بقوله :  ماذا يسمي الناس الشخص الذي يتسلل إلى المنزل وقد غاب سيده عنه ؟ أنه يسمونه اللص الجبان .  روجو لم يرد أن تتلطخ سمعته وشرفه فأوقف الهجوم ، وقد أعطى سانقراكوساي وهزيم الرعد مهلة شهران وأن أنتهت المهلة فأنه سيعاود الهجوم للاستيلاء على ناكيرو . أنطلق سانقراكوساي ليخبر هزيم الرعد بهذه الاخبار ، لتصل اخبار وقوف الهجوم على ناكيرو فترتفع بعدها الروح المعنوية لجنود هزيم الرعد ومع ذلك ما تزال المعركة في صالح بوتهوكوك فلم يكن هناك خيار لدى شاهين وهزيم الرعد سوى اظهار السلاح الجديد «مدفع الرعد» الذي انطلق بسرعة البرق ودمر عدة سفن ومنها سفينة القيادة ليحقق النصر لقوات هزيم الرعد على جيش وجو . انقذ تصرف سانقراكوساي ناكيرو من جوم روجو وساعد على انتصار هزيم الرعد على جيش بوتوهوكوك ، ذلك النصر قرب المعركة المصيرية بين هزيم الرعد وروجينا .

خطط شاهين الذكية دمرت جيوش جادر

### خطة شاهين لتخلص من العقل المدبر جاين
كان جادر غاضباً للغاية بسبب الهزائم المتتالية لاساطيله لكن جاين كان دوماً يهدأ من أخيه جادر ويقول أن المشكلة في القائد الذي يقود الاسطول لكن تشينغو نائب جاين والذي يحقد على الاخير عارض ذلك وقال أن المشكلة في الخطة التي نضعها وأن العدو يرسم خطته بعد أن يعرف تحركات قوجو أي أنه من المككن أن يكون هناك خائن . في تلك الاثناء كان شاهين قد خطط لخطة جديدة للإطاحة بالعقل المدبر في قوجو واليد اليمنى لجادر وهو جاين الذي يرسم الخطط والافكار ، كانت الخطة هي أن يتسلل صخر وتاسكي إلى أراضي قوجو وينشران الأشاعات بأن جاين متحالف مع هزيم الرعد ويخون أخيه جادر وسيستغل شاهين تشينغو في هذه الخطة بشكل غير مباشر لانه يعرف انه يحقد على جاين ويتمنى أن تُرقى رتبته ، أي أن شاهين سيضع الطعم لدى تشينغو وهو سيتكلف بالباقي دون أن يعلم . لم يمر سوى يوم واحد حتى أنترشت الشائعة التي نشرها صخر وتاسكي انتشار النار في الهشيم وأصبح الجميع يشك في اخلاص الوزير جاين ، لم يصدق جادر هذه الشائعة واعتبرها بالسخيفة بينما ادركت روجينا ان هذه خطة من شاهين . صخر وتاسكي قاما بأخر واقوى دليل على تأكيد الشائعة بالتسلل إلى منزل الوزير جاين ووضع سيف عليه ختم هزيم الرعد واعطاء تشينغو رسالة بخط شاهين كان من المفترض أن تُرسل إل جاين . أبلغ تشينغو الإمبراطور جادر بالأمر ، وطلب جادر من جنوده أن يفتشوا منزل جاين فوجدوا السيف المختوم ، فلم يكن لدى جادر خيار سوى أن يُصدق الخبر ويطلب من رجاله ضرب جاين وسجنه . وبذلك نجحت خطة شاهين ناجحاً باهراً فقد رُمي بالوزير جاين بالسجن وهكذا تخلص هزيم الرعد من العقل المدبر لقوجو وواضع خططها الحربية ، اما اسطول هزيم الرعد فقد كان يمضي نحو قلعة جادر والقتال المصيري سيبدأ قريباً .

### بداية المعركة الحاسمة بين روجينا وهزيم الرعد
لم يتبقى لدى جادر سوى القائدة روجينا ، وطلب منها تقود المعركة الاخيرة ضد هزيم الرعد وتقضي عليه من أجله وقالت روجينا « سأفعل ذلك من أجل وطني قوجو»  شك جادر قليلاً في ذلك لان هزيم الرعد كان تابع روجينا المفضل لكن روجينا غضبت على ذلك وقالت انها ستفعل أي شيء للقضاء على هزيم الرعد . وصلت أخبار تحرك روجينا إلى هزيم الرعد ، طلب هزيم الرعد من شاهين أن يترك هذه المعركة له وحده وأن يقاتل كما يشاء ، قرر شاهين أن يوافق على ذلك لكنه كان يعرف أن روجينا هي اخطر القواد العسكريين في تاريخ قوجو وأن هذه المعركة ستحدد مصير المجرة كلها ، فاتجه إلى لينغ سو ليساعد هزيم الرعد في هذه المعركة ، بعدها غادر شاهين السفينة . في تلك الاثناء وصل رسول من قوجو يحمل رسالة من روجينا إلى هزيم الرعد كان الرسالة تحتوي على التحدي من روجينا لهزيم الرعد وحددت مكان المواجهة وهو بحر كينسو ، قبل هزيم الرعد التحدي وبدأ تحركه . هزيم الرعد كان يشعر منذ وقت طويل أن هذه المعركة لابد منها ، وأنه لم يعد من الممكن تأجيلها ، لذا قبل التحدي وطلب من قواته لتحرك ، أما من الجبهة الثانية فكانت قوات قوجو على أتم الاستعداد وقد استدعت روجينا خمسة من أشهر القادة ليتولى قيادة اسطولها وهم : القائد هاكي ، القائد أوسي ، القائد بويو ، القائد جيسو والقائد هوينكر . هؤلاء هم القادة الاقوياء من قوجو ويلقبون بالنمور الخمسة . باضمام قوات النمور الخمسة أصبح عدد قوات قوجو هو 90 سرباً بينما عدد قوات ناكيرو هو 18 سرياً . كان مكان المواجهة بحر كينسو يضم سبع شموس فهو يعتبر محرقة حقيقة وأي سفينة تبتعد عن الممرات الامنة فيه ستذيبها الحررة الشديدة . اخيراً التقى اسطول ناكيرو بقوجو وبدأ القتال واطلاق النار ، أول مواجهة كانت بين اسطول يقوده القائد كاوبو واسطول يقوده القائد هاكي ، اشتبك القائدان في مواجهة باسيف لستفر في نهاية عن انتصار القائد كاوبو بالنهاية . اسطول النمور الخمسة بدأ بالتراجع بعد أن قُتل القائد هاكي وقد ابقى هزيم الرعد سرباً واحد لحماية الصاعقة وطلب من بقية الاسطول ان تطارد النمور الخمسة . لينغ سو لم يقتنع بما فعله هزيم الرعد بترك كل القوات تطارد النمور الخمسة بل يجب أن تركز القوة على جيش القائدة روجينا ، لم تمر سوى دقائق إلا ووصلت اخبار عاجلة بان القائدة روجينا وبسفينتها زمردة تتجه بسرعة إلى الصاعقة ، عرف هزيم الرعد متأخراً انه وقع بفخ تراجع النمور الخمسة وعرفت روجينا أن هزيم الرعد لا يزال شاب متهور . وبهذا تقود روجينا بنفسها هجوماً مباشراً على الصاعقة سفينة قوات هزيم الرعد وسط بحر كينسو الحارق .

روجينا

### القضاء على النمور الخمسة
بعد أصبح هزيم الرعد وحيداً بدون حارسة تقدمت روجينا وبكل سرعة نحو الصاعقة للقضاء على هزيم الرعد ، هزيم عرف انها تريد قتال فردياً فأمر بالتقدم نحوها ايضاً ، لكن نائب المخطط الحربي لينغ سو طلب أن لا يتهور هزيم الرعد ويوقف التقدم والحل الأفضل هو الهروب ، غضب هزيم الرعد كثيراً ولكم لينغ سو ومع ذلك لم يستسلم لينغ سو وتوسل لهزيم الرعد أن يوقف ذلك القرار وقال :  «لن أدعك تذهب إلى الموت بقدميك ، هذا فخ لذا انسحب اليوم لتهاجم غداً»  ، اخيراً أقتنع هزيم الرعد بأن الهروب هو أفضل حل الآن حتى يعاود الهجوم مرة أخرى ، ولكن الاستدارة والهرب كانت خطرة جداً لهذا قرر هزيم الرعد الهرب من أمام الخصم ، نجحت خطة جيش ناكيرو بصعوبة بالهروب من أمام الخصم ، مع هذا لم تستسلم جيوش قوجو واستدارة وعاودت مطاردة جيش ناكيرو . لم ينتهي عمل لينغ سو كنائب للمخطط الحربي شاهين حيث طلب من القائد كوين أن يتجه نحو العدو ويحرك بعض السفن المحطمة لتصطدم بسفن العدو ولتدمر الكثير من سفن روجينا . بعد فترة قليلة انضمت سفينة هزيم الرعد إلى بقية الاسطول لتصبح محاطة بحارسة أفضل مما كانت عليه ومع ذلك خسر هزيم الرعد الكثير من السفن بعد مطاردة النمور الخمسة ، أصبح موقف أسطول ناكيرو صعباً جداً فكان خيار المواجهة صعباً بهذه الظروف وخيار الانسحاب صعباً أيضاً بسبب مهلة روجو ، تمنى هزيم الرعد لو كان شاهين هنا ، لكن لينغ سو أتصل بوقت سابق بشاهين وطلب مشورته ، شاهين كتاب مذكرة لهزيم الرعد ذكر فيها أنه وضع خطة تناسب بحر كينسو وهي أن يطلقوا على المذنب الكبير والذي سيمر على ميدان المعركة . فهمت روجينا خطنهم وهي أنهم يريدون أن يجعلوا المذنب يصطدم بالاسطول لهذا أمر من كل السفن الابتعاد ، ولكن كانت المفاجآة إنهم لم يريدوا أن يصطدم المذنب بالاسطول مباشرة بل أن يصطدم بالشمس ليسبب عدة اضرار لأسطول قوجو ، أصطدم المذنب بالشمس حقاً وسبب خسائلا كبيرة لاسطول قوجو قُدرت بثلثي سفن قوجو ومع هذا كان النمور على ما يرام .
بدأت المعركة من جديد أنطلق أسطول هزيم الرعد ليبدأ بمواجهة النمور الاربعة المتبقيين ، وبقيادة القائد كوين أستطاع القضاء على اسطول القائد أوسي ، اقتحم كاوبو سفينة القائد بويو لتبدأ معركة السيوف هناك ، وايضاً معركة القائدي كاوبو وبويو ، انتصر فيها كاوبو ليقضي على ثالث النمور . من جهة أخرى اشتبك القاد كوين والقائد جيسو ، ليحقق كوين النصر الرابع على النمور ، واخيراً صخر وتاسكي قضايا على آخر النمور الخمسة القائد هوينكر . بعد القضاء على النمور الخمسة كلهم عرفت كم أصبح هزيم الرعد شخصاً ناضجاً ورجلاً قوياً . لم يتبقى الآن سوى روجينا وهزيم الرعد وجهاً لوجه في هذه المعركة .

### نهاية المعركة الأسطورية بين روجينا وهزيم الرعد

هزيم الرعد في مواجهة روجينا

بعد القضاء على النمور الخمسة تبقى على هزيم الرعد مواجهة القائدة روجينا في معركة حاسمة لهذه الحرب ، بدأت الحرب باطلاق النار ، واخترق القائد كاوبو الصف الامامي لجيوش قوجو لتبدأ معركة السيوف ، وبيقادة القائدين كوين وشوجين دمرا كل سفن روجينا تقريباً ، لتتبقى سفينة القيادة زمردة فقط ويحرسها سرب وحيد . انطلقت قذيفة مباشرة نحو زمردة لتدمرها تقريباً وقد حمى القائد جامو نائب روجينا وتابعها العزيز القائدة روجينا ليلقى حتفه ، لتصبح زمردة شبه محطمة وبعد لحظات من ذلك ظهر هزيم الرعد أمام روجينا ليدعوها لمعركة حاسمة معها ، روجينا قبلت المعركة بسرور . بدأت معركة السيف بين روجينا وهزيم الرعد إلا أن الاخير كان متردد كما كان من المتوقع أن يواجه القائدة التي هو مدين لها بالكثير . هزيم الرعد بدا ضعيف لم يستطع توجيه ضربة صحيحة إلى روجينا ، حطمت روجينا رمح هزيم الرعد بسهولة وكانت قادرة على قتله بسهولة وقالت : « أشعر بالأسف ، الرجل الذي أعتنيت به جبان ضعيف»  ، تلك الكلمات ايقظت هزيم الرعد ورد على روجينا بتحطيم رمحها ، أصبح هزيم الرعد جاداً قليلاً بعدها ، وبدأ يجاري روجينا في القتال ، حتى جائت اللحظة الأخيرة التي عرف كل منهما أنها ستكون المواجهة الاخيرة ليتقدم كل منهما إلى الأخر ويبدأ شريط الذكريات بينهما طوال الفترة التي قضياها معاً كالأم والأبن ، التحما معاً ، سقط هزيم الرعد اولاً لكن الواقع أن هزيم الرعد هو من طعن روجينا وعلى الرغم من ذلك روجينا لم تسقط وعرفت أن القتال أنتهى وهزيم الرعد قد أنتصر ، هزيم الرعد عرف ذلك أيضاً فبدأ بالبكاء وكأنه عرف أنه سيودع القائدة روجينا في هذه اللحظات . روجينا أثنت على هزيم الرعد ووصفته بأنه أصبح قوي جداً ، وقد اعترفت أنه قد قامت بواجبها كله ولم تندم على شيء وطالبت هزيم الرعد بان ينسى الاشياءالقديمة بما فيها هي ، حتى يبني عالمه الجديد ، وطالبت أن يسمع نصيحتها الاخيرة وهي أن لا يضعف ابداً وأن يقال بكل قوته ليحقق حلمه وحلم الناس جميعاً وأن يعيد إليهم الأمن والسعادة ، قبل رحيلها تذكرت روجينا ووصت هزيم الرعد بالقضاء على جادر فهو امبراطور ظالم لا يحب الناس والناس يريدون شخصاً يفكر فيهم ويحقق احلامهم ، روجينا قالت ذلك وهي حافة السفينة ، هزيم الرعد لم يهباً لذلك واراد أن يوقف روجينا عن ما تفكر فيه وحالما اقترب هزيم الرعد ، روجينا رمت بنفسها إلى الشمس ، روجينا وهي على وشك الموت أدلت بكلماتها الاخيرة : « هزيم ، لقد أنتصرت علي ، ضربتك القوية مضت عميقاً في جسدي ، لكنني لست حزينة ، أعدت إليك بكل شيء ، فحقق حلمك وحلمي ، لقد خضت معركتي الاخيرة بشرف وهزمت بشرف»  .
هزيم الرعد لم يستطع الصبر على أحزانه حيث أنه فقد أعز انسان على قلبه وقال : « يا له من حلم ، أنه مؤلم جداً ، هل يجب على أن أقتل أكثر أنسان أحترمه من أجل الحلم ؟»  ، هزيم الرعد صرخ بأسم روجينا باكياً بذلك الوقت . قاتلت روجينا طويلاً ، خاضت معركتها الاخيرة بشرف وهُزمت بشرف من طعنة هزيم الرعد القوية ، رحلت روجينا وتركت وصيتها واحلامها له ، ابتلعت شموس بحر كينسو السبع حزن هزيم الرعد الكبير واستمرت في التوهج .

### ما بعد موت روجينا وعودة شاهين
روجينا في الحقيقة لم تقاتل من أجل جادر كما يعتقد البعض بل كانت تقاتل من أجل وطها قوجو الذي كان فوق كل شيء مهما كان الإمبراطور فشرفها كقائدة لم يسمح لها بخوض حرب ضد وطنها حتى لو كان ذلك في مصلحة وطنها . هزيم الرعد ظل تلك الليلة على سريره حزيناً بفراق القائدة روجينا ، ولم يقبل برؤية أحد فقد كان يحلم أن يوحد المجرة مع القائدة روجينا . في ذات الوقت انفجر جادر غاضباً للغاية يحطم كل شيء بعد وصول أخبار هزيمة روجينا ، ققد كان يبحث صارخاً عن رجل يقتل هزيم الرعد ، إلى أن يأتي بعض الرجال ليخبروا جادر بأن الوزير جاين هو الرجل القادر على ذلك ، جادر غضب من هذا خاصة بأنه يعتقد بأن أخوه جاين خائن ، وقد أدرك جادر بأن كل ما حدث رمبا كانت خدعة دبرها شاهين ، فلماذا يتحالف جاي والاعداء رغم ان قوجو كانت في أوج قوتها ، بعدها طالب جادر بتحرير جاين ، لكن المفاجآة هي أن جاين كان يبدو كالمجنون فاقداً عقله . في تلك الأثناء كان شاهين عائداً إلى الصاعقة بعد تحركات سريعة طويلة ، من ناحية أخرى أطلق اسطول رين الذي يقوده روجو بحصاره على ناكيرو فبعد بضعت أيام ستنتهي مهلة الشهرين . كانت سيموني وريلا ولان لان قلقتان على هزيم الرعد فقررتا أخذ سفينة والتوجه إلى مكان هزيم الرعد بدون علم سانقراكوساي ، تسللت الفتيات الثلاث إلى سفينة رغم انه تحتوي على عدة اعطال ، ذهبت السفينة إلى فضاء واوقفها اسطول روجو وبمساعدة إيسين شقيق شاهين الاصغر الذكي أستطاعوا استعادة الفتيات الثلاث . في ذات الاثناء كان هزيم الرعد يفكر في كلام القائدة روجينا وبوصاياها له واخيراً فهم أن لا يجعل الحزن يتغلب على وأنه امامه مهمات جليلة يجب عليه أن يحققها . تغلب هزيم الرعد على حزنه اخيراً وعاد إلى الصاعقة وسط سعادة الطاقم ، عاد شاهين باستقبالها هزيم الرعد ، كان شاهين سعيداً لانه لم يتوقع أن هزيم الرعد سيستعيد قوته بسرعة . استعاد هزيم الرعد قوته وهاهو الآن يخطو خطوة جديدة نحو حلمه الكبير في توحيد المجرة ، المعركة القادمة ستكون ضد جادر وهي لن تكون بالسهلة .

### أول معارك جادر وهزيم الرعد ، وظهور جينبي الغريب بمساعدة الطرفين
عاد الجميع إلى عمله ، شاهين كان قلقاً ويتوقع أن يستعين جادر بأخيه جاين في هذه المعركة فهو لم يعتد أن يقاتل بدونه فبعودته هذا يعني أن المعركة قد تطول وهم لا يملكون الوقت بعد حصار رين على ناكيرو خاصة أن جاين ليس بالخصم السهل فهو مخطط حربي ذكي . قرر جادر أن يخوض المعركة بنفسه أخيراً خاصة أن جاين لم يستعد وعيه حتى الآن ، وكانت هذه المرة الأولى التي يقود فيها جادر اسطولاً بنفسه منذ أن أصبح امبراطوراً ، كان جادر يعتقد أنه سيسحق هزيم الرعد بسهولة خاصة أن اسطول هزيم تضرر كثيراً بعد المعارك السابقة وفقد الكثير من الجنود والسغن . انطلق جادر نحو اسطول هزيم الرعد وفي طريقه التقى بأحد الناجين من اسطول النمور الخمسة كان ذلك القائد توفو المسؤول عن حراسة النمور الخمسة وقد جمع من حوله جميع السفن الناجية وهي بكمية كبيرة جداً ، اتفق جادر وتوفو أن يطبقا على هزيم الرعد من الجانبين الخلفي والامامي وبذلك ينتصرا على هزيم الرعد ، قرر شاهين ولينغ سو بأن يسحقوا قوة توفو من الخلف قبل أن يصل اسطول جادر ويخسروا المعركة فاستداروا وانطلقوا نحو اسطول توفو . وبينما كان اسطول توفو على استعداد للمعركة ضد هزيم الرعد ظهر فجآة أسطول غريب لم تستطع الاجهزة رصده أو الاتصال به ، حاول اسطول توفو تدمير ذلك الاسطول ولكن ذلك الاسطول كان عبارة أشعة ليزية وهمية فدمر اسطول توفو نفسه ، لم يعلم أحد من فعل ذلك ولكن تبين أن جينبي من فعل ذلك وهو الذي يُعتقد من الجميع أن مات منذ مدة ، وصل أسطول هزيم الرعد وتفاجئوا بروؤية حطام العدو ، لم يعرف شاهين ماذا حدث واستنتج أنه كانت هناك حرب داخلية بين الاسطول ، لكن شاهين لم يقتنع بهذه النتيجة . وصل بتلك الاثناء اسطول جادر وبدأت المعركة بينهما من بعد ، كان من الطبيعي أن يكون أسطول جادر متفوق في هذه المعركة خاصة لان لديه اكثرية كبرى على اسطول هزيم الرعد ، قرر شاهين أن يتوقوا عن الإطلاق من بعيد وأن يقتربوا وتطلق كل السفن دفعة واحدة على سفينة النمر في زاوية واحدة محددة ، نجحت الخطة واطلقت المدافع طلقات مباشرة نحو غرغة القيادة التي بها جادر ، لتتضرر النمر بشكل كبير ليقرر جادر الانسحاب . وبهذا اصيبت سفينة جادر باضرار كبيرة فقام بسحب قواته كلها من المعركة ، كما ان الصاعقة تعرضت لاضرار بليغة منعتها من اللاحق بجادر والقضاء عليه .
بعد ذلك ظهر جينبي فجآة في قوجو وايقظ جاين من سباته ، جاين لم يفهم ماذا حدث وطلب من الحراس اخراجه ليحارب هزيم الرعد . شاهين كان لا زال يفكر بماذا حدث باسطول توفو وكيف تدمر ، ولا شك بان اسطولاً مجهولاً ساعدهم ودمر تلك السفن ولابد أن ذلك الاسطول قويٌ جداً ولكن من هو يا ترى ؟ . هناك تحركات سرية يقوم بها جينبي لا يفهمها أحد فهو الذي اظهر الاسطول المجهول وهو الذي ساعد جاين على استعادة وعيه ولكن لماذا ساعد هزيم الرعد وجادر في ذات الوقت ؟ كل ذلك سيتبين في المستقبل عن نيات جينبي .

### موت جادر وسقوط امبراطوريته

هزيم الرعد وشاهين

عاد جاين واتفق مع جادر بأنه سينتم من هزيم الرعد وشاهين ، طلب جاين من روجو حاكم رين بأن يساعدهم ويهاجم ناكيرو حتى يربك أسطول هزيم الرعد ويجبرهم على الاسنحاب لكن روجو رفض ذلك وقال أنه ما يزال هناك نصف يوم حتى يمر 60 يوم على الهدنة المتفقة ، جاين لم يستسلم وطلب بنشر شائعة تلبي الغرض نفسه ، وصلت اخبار الإشاعة إلى هزيم الرعد لكن شاهين عرف انها خدعة وانه من المحتمل أن جاين هو مدبرها فهذه تشبه خطط جاين . وصل اسطول قوجو بقيادة جاين إلى سايو مكان المعركة ضد اسطول ناكيرو ، بدأت المعركة بينهما وكانت هذه المعركة عبارة عن تحدي نهائي بين المخططين الحربيين جاين وشاهين ، خطط جاين بأن يكون أسطوله على شكل مربع ليهاجم العدو مباشرة ويسحقه بجولة واحدة وأن يجعل السفن القوية بالامام بينما خطط شاهين يأن يقسم الاسطول ثلاث أقسام ليدمر سفن العدو من الجوانب ثم يدمر السفن القوية من الخلف ، نجحت خطة شاهين نجاحاً باهراً وقضت على سفن العدو بسرعة كبيرة ، وسقطت سفينة جاين نحو قوجو . بعد القضاء على جاين اتجه اسطول هزيم الرعد بكامل قوته نحو قوجو ليهاجموا القصر الامبراطوري ، بدأ غزو جيش هزيم الرعد القصر الامبراطوري ووصلت أخبار هزيمة جاين إلى جادر الذي لم يُصدق أن اخيه الثاني قد مات ، ليقرر جادر بعدها أن يقاتل بالسيف ويقتل هزيم الرعد . قرر هزيم الرعد الدخول إلى الصقر ايضاً لانهاء كل شيء بينه بين جادر ليقابله اخيراً وجهاً لوجه ، بدأ القتال بينهما واستطاع هزيم أن يحطم رمح جادر ليبقى جادر بدون سلام وقبل أن يقضي هزيم الرعد على جادر تدخل فجآة جاين ويطلق النار على هزيم الرعد ، ليصبح الموقف في صالح جاين الذي سمح لاخيه جادر بالهروب ، دخل جادر غرفة هرباً من الاعداء ، ليسمع صوتاً غريباً يعرفه من قبل يقول : هل نسيتني يا جادر ؟ أنا جينبي . جادر حاول أن يقتل جينبي الذي يراه ولكنه لم يستطع لانها كانت صورة وهمية من جينبي ، بذات الوقت أطلق تاسكي على جاين لينقلب الوضع لمصلحة هزيم الرعد ، هزيم طالب جاين بأن يبقى معهم لبناء المستقبل ، لكن جاين رفض ذلك واعترف بالهزيمة والقى بنفسه في وسط النيران . سمع هزيم الرعد ورجاله صوت صراخ جادر محاولاً قتل جينبي لكنه لم يفلح وكأنه سيفقد عقله وفي النهاية قام جينبي برمي جادر نحو سيوفه ليموت جادر بعدها . دخل هزيم ورجاله ليروا أن جادر قد مات وكأنه قد مات من خوفه ، ليتقدم هزيم الرعد إلى جادر ويقول بعدها : « جادر ، كان عليك أن تعلم أن الظلم لا يمكن أن يدوم ، وأن الظالم سيشرب من الكأس نفسها ذات يوم ، لقد قتلت الكثير من الناس وها قد نلت جزائك اخيراً .»  . وبهذا قد مات جادر آخر الاربعة الاقوياء كما يعتقد الجميع ، على الرغم أنه لا يعلم أحد أنه لايزال هناك أحد هؤلاء الاربعة الاقوياء على قيد الحياة يدبر لكل شيء في الخفاء ، وبموت جادر انتهت حقبة قاسية من تاريخ هذه المنطقة ، لكن رحلة هزيم الرد لم تنتهي ومعاركه ستستمر فما زال هناك الكثير من الاعداء يقفون في وجه حلمه الكبير .

### غزو رين على ناكيرو
بعد ما قضى هزيم الرعد ورجاله على كل جيوش جادر وقضوا عليه ، أصبحت قوجو الآن في امان بعد التخلص من جادر وظلمه وأصبح هزيم الرعد قادراً على حكم قوجو الآن لكن لم يكن هناك وقت للتفكير بذلك بعد أن اكتشفوا أنهم تجاوزوا فترة الستين يوما التي اعطاها روجو قبل أن يغزو ناكيرو . قرر كوسيشو المخطط الحربي لروجو بأن يبدأو الغزو وأن يأسروا الانستين ريلا وسيموني حتى يضغطون على هزيم الرعد للاستسلام من الحرب . من جهة أخرى رفض شاهين كل محاولات هزيم الرعد للعودة والدفاع ناكيرو خاصة انه اسطولهم أصبح مرهقاً و ضعيفاً بعد هذه الحرب ، لكن شاهين ارسل صخر و تاسكي و كوين لانقاذ الآنستين . استطاع صخر و تاسكي التسلل إلى ناكيرو بمساعدة كوين . بدأ غزو قوات روجو على ناكيرو . هرب سانقراكوساي مع سيموني و لان لان و ريلا إلى منزل والد شاهين حتى يلتقوا بصخر و تاسكي ليهرباهما إلى قوجو لكن المنزل كان محاطاً بالحراسة وكاد الجنود أن يقبضوا عليهم قبل أن يصل إيسين شقيق شاهين و يساعدهم على الهرب ، في طريق سانقراكوساي و الفتيات ظهر توهو تابع كوسيشو ليقبض عليهم جميعاً لكن ظهر اخيراً صخر و تاسكي لينقذونهم جميعاً و يأخذوا سيموني و ريلا و لان لان إلى السفينة و يهربوا ، قرر سانقراكوساي البقاء في ناكيرو و الاهتمام ببعض الامور . وبهذا فضل سانقراكوساي و إيسين و القائد كوين و كذلك صخر و تاسكي أُنقذت الانستان ريلا و سيموني من خطة كوسيشو و هنّ الآن في طريقهم إلى قوجو ، روجو احتل ناكيرو و أعلن الحرب على هزيم الرعد ، هذه الحرب ستشهد معارك عنيفة .

انحصر مجد توحيد المجرة بين الثلاثي روجو و هزيم الرعد و موسامي

### تحرير ناكيرو
رفض شاهين الرد على اسطول روجو بسبب ضعف الاسطول لديهم و قرر أن يعتمد على رجال ناكيرو بقيادة أخيه إيسين و سانقراكوساي ، و أول شيء يجب أن يفعله إيسين في هذه الخطة هي أن يسلم سانقراكوساي إلى جيش روجو ، حدث ذلك ومع هذا كوسيشو أدرك إنها خدعة فتحدث مع إيسين واخبره بان اخيه شاهين ليس رجل حرب بل يجب أن يعود إلى مهنته السابقة وهي مهنة عائلة دايكاكويا كتاجر ، كوسيشو اخبر ايسين انه أصبح يثق به لكنه في الواقع لم تنطلي عليه هذه الخدعة فلم يثق حقاً بإيسين لكنه لم يعلم بماذا يخطط .
في ذات الأثناء وصلت أخبار سقوط قوجو و مقتل جادر بعد هجوم هزيم لرعد وكذلك نبأ احتلال روجو لناكيرو إلى السيدة موسامي لهذا قررت أن تغزو رين التي بقيت بدون حراسة مشددة ، قادت موسامي قوتها نحو رين بسرعة و قد دمرت فرق الاستطلاع بسهولة وبدأت بالاشتباك باسطول الحراسة برين . قرر كوسيشو أن يعودوا إلى رين ليهاجموا موسامي وأن ينهوا المعركة قبل أن عودة هزيم الرعد إلى ناكيرو ، تحرك اسطول روجو لمواجهة موسامي ، إيسين طلب من توهو أن يساعدهم بأن بتزويدهم بامدادات الوقود و الطعام بصناديق ، لكن المفاجآة هي أنها كانت عبارة عن متفجرات اوقعت باسطول رين ، في ذات الوقت قام سانقراكوساي بالخروج من السجن حيث انه امتلك المفاتيح من إيسين و قام بثورة بعدما حرر المساجين ، توهو طلب بأن يوجوها المدافع نحو قلعة ناكيرو و تفجيرها لكن السفن تدمرت بعدما فعل إيسين ذلك . وبهذا بفضل حكمة إيسين التي لفتت أنظار الجميع و ادهشتهما و شجاعة سانقراكوساي و رجاله هُزمت قوات روجو و حُررت ناكيرو . وعلى الجبهة الأخرى كان الاستعداد للمعركة الكبيرة بين موسامي و روجو يسير سيراً حثيثاً .

### هزيم الرعد حاكماً لقوجو .. وسقوط موسامي أمام روجو بدون قتال

المخططن الحربيين في المسلسل يتقدمهم شاهين و كوسيشو

أصبح هزيم الرعد الآن حاكماً لكوكب قوجو بعد القضاء على جادر ، وقرر أن تعود مدينة بوت عاصمة له كما كانت في السابق ، هذه المدينة التي بدأ فيها كجندي عادي و التقى فيها القائدة روجينا أول مرة ، جمع شاهين جميع المهندسين و عمال البناء لعيدوا بناء المدينة . بينما كان سيموني و لان لان يتجولان في المدينة رأت سيموني امرآة عجوز تبيع بعض الحلي و قد لفت انتباهها خنجراً ، وقد تبين أن ذلك الخنجر هو لابيها الإمبراطور شوزين ، اخذت سيموني الخنجر ، كانت تلك العجوز هي كاجان تابعة جينبي الذي يعمل في الخفاء .
بعد عودة هزيم الرعد و شاهين للقصر وصلتهما اخبار مدوية تفيد بأن روجو استولى على تاي فقد كانت موسامي هي من كانت تهاجم رين فكيف انقلب الامر و اُحتلت بلاده ، لكن الواقع أنه لم تحدث أي معركة بين موسامي و روجو حيث أن تيجي عم موسامي أعلن العصيان عليها فاضطرها الاستسلام لروجو حيث لم يكن لها أي خيار خاصة بأن اخيها الصغير تورامارو كان رهينة عند عمها الخائن . تيجي عرض على قوات روجو عرض صداقة مقابل احتلال تاي و الآن أصبح تورامارو حاكماً لتاي و روجو وصياً عليه وذلك كله بتخطيط كوسيشو ، وبهذا خسرت موسامي الكثير ، و خطى روجو خطوة كبيرة نحو توحيد المجرة .
عند المساء في قوجو سيطرة قوة الخنجر الليزيرية التي قامت بها كاجان على سيموني و حرضتها على قتل هزيم الرعد ، حاولت لان لان ايقاف سيموني لكن اتباع كاجان النينجا منعوها من ذلك ليحبسوها في أحد الغرف قبل أن يأتي رجل شجاع غريب يدعى جيوفان قد حرر لان لان من هؤلاء ، بعد ذلك سيموني كانت على وشك قتل هزيم الرعد بخنجر ابيها لكن تدخلت لان لان و رمت الخنجر بوقف لعنة الاشعة ، وبهذا عادت سيموني إلى وعيها و اخفقت خطة كاجان ، دعى جيوفان هزيم الرعد لمنافسة بالسيف وفي مواجهتهما تدخل رجال النينجا مرة أخرى قبل ان يقضيا عليهما هزيم و جيوفان . بعد ذلك في الناحية الأخرى اقام روجو تحالفا بين الكواكب الجنوبية تحت زعامته وهاهي قواته و قوات الاتحاد تستعد للقيام بهجوم على قوات هزيم الرعد .

### احتلال ناكيرو مرة أخرى .. و مواجهة جيوفان و هزيم الرعد
كان هزيم الرعد و رجاله متشوقين للمعركة القادمة الحاسمة ضد روجو وهم يتابعون تجهيزات الصاعقة لكن شاهين فاجأ هزيم الرعد بطلبه عدم ركوب الصاعقة مرة أخرى و أن يقود المعارك من غرفة العمليات فقد أصبح الآن هزيم الرعد امبراطور قوجو ، في تلك الاثناء وصلت أخبار سيئة لشاهين و هزيم الرعد تفيد باحتلال ناكيرو مرة أخرى ، لم يفاجئ خبر احتلال ناكيرو هزيم الرعد فقط بل فاجأ روجو ايضاً فهو لم يصدر اوامره بذلك ، ولكن أحد اساطيل المنطقة الجنوبية فعل ذلك ، وتبين أن من أمر بذلك هو الآنسة يوسكي خطيبة روجو وقد ساعدها جيوفان الذي قابله هزيم الرع قبل فترة والذي كان في بوت للقيام بعملية جاسوسية منذ سنوات وهو الذي قاد العملية كلها لاحتلال ناكيرو ، سُعد روجو و كوسيشو بهذا و طلبا من جيوفان أن يقود القوات الامامية للهجوم على قوجو .
في ذات الوقت وصلت رسالة غريبة إلى شاهين من جاسوس تفيد أن كوسيشو قد قبض عن اخ شاهين الصغير إيسين ، فهم شاهين أن هذا العمل يريد به كوسيشو أن يُربك شاهين و يتلاعب بعواطفه ليضعف خطته في المعركة القادمة لكن شاهين رفض ذلك و قرر أن يخوض المعركة دون النظر إى عواطفه و التضحية بإيسين .
انطلقت المعركة الأولى بين اسطول رين ضد قوجو عند مدينة سايو ، كان يقود اسطول رين القائد جيوفان الذي كان يحلم أن يغزو المجرة لوحده ، بينما اسطول قوجو كان ينقصه قائد حربي ، تفوق اسطول رين في البداية رغم خطة شاهين المحكمة لم يفهم شاهين ماذا يحدث رغم خطته المحكمة إلا ان المعركة تسير عكس التوقعات ، شاهين ايضً لم يعلم أين ذهب هزيم الذي كان من المفترض أن يكون في غرفة العمليات ليتفاجأ شاهين بانطلاق هزيم الرعد نحو المعركة بقيادة الصاعقة ، قدوم الإمبراطور و الحاكم العام لقوجو القائد هزيم الرعد رفع لروح المعنوية للرجال لتبدأ المعركة بالانقلاب ، عرف هزيم أن قائد الاعداء هو جيوفان فقرر التوجه لقتال السيوف ، فاقتحموا سفينة القيادة و التقوا بجيوفان اخيراً ، اخبر جيوفان أن ايسين موجود بأحد غرف السفينة وانهم احرار بانقاذه لانه لم يفكر إلا في مواجهة هزيم الرعد و قتله ، تقاتل جيوفان و هزيم الرعد طويلاً وكانت المعركة متاكفئة القوة ، حتى أستاع هزيم الرعد التفوق على جيوفان و الانتصار عليه . وبهذا لم يستطع هزيم الرعد أن يبقى بعيداً عن ميدان القتال فخاض معركة حاسمة ضد جيوفان و انتصر عليه و انقذ ايسين من الأسر لكن كانت هذه بداية المعارك ضد المنطقة الجنوبية التي يحكمها روجو .

### الظهور الأول لسلاح روجو الخطير سفينة البركان

شاهين

بعد أن انقذ هزيم الرعد ايسين ، شكر شاهين هزيم الرعد لكنه كان غاضباً من اخيه وطالب هزيم الرعد أن هذه المرة ستكون الاخيرة التي يقود فيها معركة بنفسه ، وقد اتفق شاهين مع الاخيرين رماح و سيموني وريلا أن يتحدثوا جميعاًُ مع هزيم الرعد حتى يقنوعه بضرورة ذلك وأهم التعلم ليصبح امبراطوراً مناسباً للمجرة . بدأ هزيم الرعد بالتعلم وكان عليه أن يدرس السياسة و الاقتصاد وفن الحرب إلى جانب التاريخ و الجغرافيا والفلك ثم الشعر و الفلسفة وفن التفاوض . وفي تلك الاثناء كان أحد اسراب قوجو رصد تحركاً لقوات روجو على بعد ستين ألف ميل فضائي عن بوت ، وعلى الرغم من تلك المسافة البعيدة إلا انهم تفاجئوا باطلاق النار ، كان تلك طلقات المدافع من سفينة روجو الجديدة المسمية بالبركان ، وهي احدث أنواع السفن واقواها في المجرة والتي يفخر بها و روجو ويظن انه سيوحد المجرة بها . في تلك الاثناء كان هزيم الرعد متعباً من الدراسة لذلك هرباً بعيداً نحو منزل القائد كوين الذي بقي معه و تحدث معه واقنعه بأن المعارك الصغيرة من الأفضل أن تبقى له وللجنود واما على هزيم الرعد أن يجهز نفسه للمعارك الكبيرة و المصيرية ، وف ذلك وصلت اخبار عاجلة بسقوط قلعة تينسينداي بقبضة روجو ، اراد شاهين أن يدمر ذلك السلاح الخطير أو الحصول على بعض المعلومات عليه لتدميره في وقت لاحق ، لهذا كانت تحتاج هذه المهمة الخطيرة إلى رجل هادئ وحكيم لفعل ذلك و كان القائد كوين هو الانسب لذلك ، انطلق القائد كوين لكنه تفاجأ بضخامة و رعب تلك السفينة التي تحتوي على ثلاث مدافع عملاقة و هائلة .

### موت القائد كوين يدفع هزيم الرعد إلى الصفوف الأمامية مجدداً
تفاجئ القائد كوين بذلك السلاح الهائل الذي امامه ولم يكن له خيار سوى أن يقبل المواجهة التي تبدو خسارة منذ البداية ، أطلق القائد كوين التوربيدات والتي تعتبر قوتها أكبر من القذائف العادية ومع ذلك لم يفد ذلك ابداً ضد البركان ، لم يكن لدى كوين سوى خياران الهرب أو مواجهة البركان وقد اختار التقدم مباشرة نحو البركان باقصى سرعة ليقاتلهم بالسيف ، اختار روجو أن يفرج عن سلاحه الكبير الذي بداخل البركان وهو مدفع عملاق يشابه مدفع الرعد ، أطلق روجو على سفن القائد كوين ، ومن خلال طلقة واحدة تدمرت كل السفن ومات القائد كوين الشجاع .
استنفر هزيم الرعد بعد موت القائد كوين وظهور سلاح روجو الخطير ، وقرر أن يخوض المعركة القادمة بنفسه وأنه لن يرمي برجاله للموت وهو جالس يراقب موتهم ولكن شاهين رد عليه :  من الجميل أن تتحمل المسؤولية باتجاه جنودك لكنك تتصرف بعاطفة طفولية لا تفيدهم ، كما أنك لا تثق بهم تريد أن تقود المعركة بنفسك بمعنى آخر أنت لست سوى طفل لا يستطيع كبح نزواته  . اقتنع هزيم بكلام شاهين و وجهت المهمة إلى القائد كاوبو .
رأت سيموين هزيم الرعد حزيناً يرغب بالذهاب مع جنوده للقتال واخبرته : « أنت تتعذب لانك حُرمت من الاشتراك بالقتال وهذا حقك ، ولكن أليس من حقنا أن نخاف عليك ؟ لكن أن كان حرصنا عليك سيجعلك حزيناً هكذا فعلينا أن نكف عن ذلك . » فهم هزيم ما تعنيه سيموني وانطلق إلى الصاعقة و حسم امره أن يقاتل روجو و البركان لكن شاهين قال أن اراد هزيم الرعد أن يخوض المعركة فعليه أن يقتله ، أراد من ذلك أن يختبر قوة تصميم هزيم الرعد لخوض هذه المعركة و وافق اخيراً أن يقود هزيم الرعد المعركة لان ابقائه في الصفوف الخلفية قد يؤثر عليه كثيراً حيث قال : « هزيم الرعد مثل النسر ، يحب التحليق في الفضاء ، فإذا وضعته في قفص فإنك تحكم عليه بالموت . » مجيء هزيم الرعد سيرفع الروح المعنوية للجنود وهذا كان أفضل من بقائه في بوت و الموت قهراً .
وبهذا فهم شاهين أن هزيم الرعد لا يمكن أن يحجز في قلعة لذا قبل أن يشارك في المعارك على شرط أن يواصل القراءة و تحصيل المعرفة لاحقاً ليرسم صورة إمبراطورية المستقبل لكن قبل ذلك أمام هزيم الرعد أصعب تحدي منذ بدأ القيادة ضد روجو .

### تدمير البركان بعد معركة جنونية بين روجو وهزيم الرعد

روجو بغلاف المجلد 18 من المانجا

اقرتبت المعركة الكبيرة التي ستحدد مصير المجرة بين روجو و هزيم الرعد ، كانت الترشيحات تصب في صالح جيش رين بقيادة روجو لكن كوسيشو مخطط روجو الحربي لم يكن مطئناً وكان يعرف أ نشاهين لن يخرج إى معركة خاسرة و أن لديه خطة محكمة بالتأكيد خاصة بعدما حصلوا على معلومات كافية عن البركان ، لكن روجو لم يهبأ لكلام كوسيشو استخف بشاهين و هزيم الرعد و انطلق إلى المعركة ، في الجهة المقابلة كان شاهين يشرح للرجال الخطة وهي أن يتم الاعتماد على مدفع الرعد لانه المدفع الوحيد القدر على التأثير في سفينة البركان الحديثة ولكن العدو يملك ثلاث مدافع أخرى مثل مدفع الرعد لهذا لن تكون المواجهة مباشرة ذات نفع هنا ، لهذا اقترح الاعتماد على صدى الرعد وهي سفينة صغيرة تحتوي على مدفع الرعد ، سيقود كاوبو الصاقعة في غياب هزيم الرعد الذي سيكون في صدى الرعد ستعتمد خطة شاهين على أن يصب اهتمام روجو بالصاعقة فقط و عدم الانتباه على السفن المتبقية ليطلق هزيم الرعد مدفع الرعد في وسط المباغتة .
روجو لم يصغي لكل تحذيرات كوسيشو و جعل البركان في المقدمة حتى تدمر الصاعقة بضربة واحدة ، كانت خطة شاهين هي المناورة بالصاعقة وتفادي طلقات مدافع البركان فبفضل القائد كوين عرفوا سرعة الإطلاق و مداها فبعد أن أصبحت الصاعقة على بعد خمسة آلاف ميل فضائي انحرفت باموار القائد كاوبو عشرين درجة و استطاعت تفادي المدافع ، أصبحت الصاعقة في وسط النيران و الدخان ، بعد هذا أطلق روجو صخة النصر و اعتقد أنه قتل هزيم الرعد وهو على وشك توحيد المجرة ، لكن كوسيشو لم يقتنع واراد أن يرى بقايا حطام الصاعقة ، فجآة انطلقت الصاعقة باقصى سرعة بقيادة كاوبو نحو البركان مواجهتها من الامام مباشرة باقصى سرعة ، لكن الصاعقة وصلت إلى البركان و استمرت بالتقدم للهرب من الخلف لغرض هجوم صدى الرعد القادم ، أدرك كوسيشو أن هناك خطأ ما ، فلماذا لم تطلق الصاعقة مدفع الرعد ، فادرك أن هذا فخ من شاهين و أنهم يستخدمون الصاعقة طعماً ليس إلا ، فجآة ظهرت صدى الرعد بقيادة هزيم الرعد و يطلقوا مدفع الرعد و يلحق اضرار بليغة جداً بالبركان قدرت بتدمير الجزء الايسر بالكامل و نصف الجزء الأول ، دخل بعدها هزيم الرعد و جنوده إلى البركان لقتل روجو ، طالب كوسيشو من روجو بالانسحاب لكن روجو كعادته رفض ذلك و قرر المواجهة لكن كوسيشو افقد روجو وعيه و امر بجميع الناجين بالوتجه إلى الجزء الأيمن من البركان و جهز لتفجير الجزء الأوسط الذي به هزيم الرعد و رجاله . تم تهريب روجو و وقف كوسيشو في وجه هزيم الرعد في معركة بالسيف انتصر فيها هزيم الرعد ، بعد ذلك اكشف صخر و تاسكي بوجود القنبلة فوجد كوسيشو بعدها الفرصة الموالية للهرب إلى الجزء الأيمن ، عرف هزيم الرعد بوجود القنبلة فركبوا بصدى الرعد سريعاً لكن الوقت لم يكن كافياً للخروج و الهرب من الانفجار فاطلقوا مدفع الرعد لتحطيم الجدار ثم الخروج من خلاله . وبهذا دُمرت سفينة البركان التي كان يعتقد روجو أنه كان سيسحق بها قوات هزيم الرعد ، فقد انتصر بهذه المعركة شاهين و هزيم الرعد على كوسيشو روجو ومع هذا خرج اسطول هزيم الرعد باضرار بليغة ايضاً حيث أصبحت الصاعقة شبه محطمة ، عموماً هذه الجولة اضعفت روجو بعد خسارته للبركان لكن هذه لن تكون نهاية المعارك بين البطلين الحالمين بمجد توحيد المجرة .

### تحركات جينبي و كاجان لتأخير اصلاح الصاعقة و لإعادة موسامي للمعارك
المعركة ضد رين تركت اثار و اصابات بليغة على الصاعقة فقد اصيبت اصابات بليغة وهي تناور قوات روجو و أصبحت في حاجة إلى الصيانة . حسب سومين رئيس فريق الصيانة فأن الصيانة ستحتاج إلى خسمة أشهر ولكن شاهين طالب بأن تنتهي الصيانة خلال ثلاثة أشهر حتى يكونوا مستعدين لمواجهة رين وتاي . هزيم الرعد اقترح مهاجمة موسامي بعد ذلك لكن شاهين قال أن هذا لا فائدة منه خاصة أن موسامي أصبحت ضعيفة بعد ان ضم روجو معظم كواكب المنطقة الجنوبية إلى جانبه ، بالإضافة إلى أن كوكبها تاي أصبح في وصاية روجو ، فأن الخصم الرئيسي لهزيم الرعد هو روجو ، لكن هزيم الرعد كان يشعر أن المواجهة ضد موسامي قريبة .
في الوقت نفسه بعيداً ، طلب جينبي من كاجان أن تؤخر عملية اصلاح الصاعقة حتى لا تكون مستعدة قبل البركان ، انطلقت كاجان نحو الصاعقة وبدأت تقوم بعمليات التخريب متخفية ولكن في الوقت ذاته شعرت لان لان الوحيدة القادرة على إيقاف قوى جينبي و كاجان بالطاقة الغريبة فاستطاعت ايقافها من دون وعي ، تفاجآت كاجان من أن شخص يمتلك طاقة أكبر منها .
في اليوم التالي أصبح لجميع خائف مما حدث للصاعقة ولم يرغب أحد بالعمل ، تذكر شاهين اسطول جادر الذي تدمر من قبل اسطول غريب غير معروف و أدرك أن هناك قوة غامضة تعيث في المجرة فساداً .
عرف جيبنبي أن شاهين أدرك هذا ، و ان لان لان تملك القوة المضادة نحوهم لكنها لم تكتشف قوتها حتى الآن ، أراد جيبنبي أن يُضعف روجو و هزيم الرعد و يؤخر استعدادهما للمعركة حتى تنسى لموسامي العودة للمعارك ، لكن لا أحد يعرف ماذا يخطط له جينبي بالضبط .
توجهت كاجان إلى تاي بينما ذهب جينبي إلى قوجو حيث مكان الصاعقة ، قام جينبي مرة أخرى بالتخريب في اصلاح الصاعقة لكن هذه المرة كان هزيم الرعد متواجداً ، جينبي استخدم السحر و قوته لايقاف هزيم الرعد لكن هزيم بقوته وعزيمته استطاع ابطال السحر ، و باستخدام طلقات البنادق استطاع هزيم الرعد اصابة جينبي لكنه هرب قبل اكتشافه ، ومع هذا اكتشف هزيم الرعد بأن المدبر لهذا كله هو شخص بشري وليس وحش أو ما شايه كما كانوا يعتقدون . جينبي كان يسعى لأشعال نيران الحرب بين هزيم الرعد موسامي فيبدو أن المعركة بينهما قريبة حقاً

### انطلاق المعركة الي طال إنتظارها بين موسامي و هزيم الرعد

موسامي ضد هزيم الرعد

بسبب الاضرار البليغة التي تعرضت لها البركان لم يستطع روجو حتى الآن العودة إلى رين ، الوقود أوشك على النفاذ و وطنهم رين بعيد جداً ولن تتمكن المساعدة من الوصول قبل فوات الاوان ، اقترح كوسيشو أن يطلب المساعدة من ناكيرو لكن روجو رفض أن يطلب المساعدة من اعدائه وفضل الموت على ذلك ، فجآة اقتربت سرب كبير من اسطول رين ، كانت تقودها موسامي بسفينتها نيران ، دخلت موسامي إلى سفينة روجو و اعترفت إنها لا تنوي القضاء على روجو بل تني مقالة هزيم الرعد ، رفض كوسيشو هذا خاصة أنها لا تملك الاوامر و الصلاحيات لفعل ذلك بعد الآن لكن تورامارو شقيق موسامي و حاكم تاي جاء معها إلى المعركة و اعطاها كل بالاوامر بان تخوض المعركة بعدما تمرد تيجي و اراد أن يقضي على تورامارو لهذا قضت عليهم موسامي ، لم يفهم كوسيشو ما يحدث لكن الواقع هو أن جينبي هو من دبر لكل هذا حتى تعود موسامي لساحة القتال و تواجه هزيم الرعد ، و أعطت روجو عشر مدمرات لنقله إلى رين ، ووصلت أيضاً أخبار انسحاب يوسكي من ناكيرو ، شعر روجو بالعار من كل هذا ، ولم يكن لها خيار سوى العودة و انتظار نتيجة المعركة بين هزيم الرعد و موسامي .
في الوقت ذاته كان هزيم الرعد يستعد للقيام بطيران تجيربي للصاعقة بعدما انتهت صيانتها ، لكن شاهين قال بأنه لايوجد وقت للقيام بذلك فأن موسامي تقود اسطولاً قادمة إلى قوجو للقضاء على هزيم الرعد .
في طريق موسامي إلى قوجو كانت تعتذر إلى اخيها بسبب استغلاله للمجيء إلى هذه المعركة لتخوض معركتها التي طالما حلمت لها ، لتقضي على راي و توحد المجرة تحت سيادة تاي و تورامارو .
اقترب موعد المعركة بين هزيم الرعد و موسامي و يبدو إنها ستكون معركة حاسمة فكلا البطلين يعرف خصمه جيداً .

### موت موسامي بين يدي هزيم الرعد
قررت موسامي أن تكون المعركة بينها و بين هزيم الرعد في المنطقة المظلمة وهي منطقة لا تصل إليها اضواء الشموس و الارصدة لا تعمل بها مما يجعلها اخطر منطقة في المجرة كلها ، موسامي اختارت تلك المنطقة أي انها تريدها معركة حتى الموت ، قبل هزيم الرعد التحدي و انطلق نحو المنطقة المظلمة . اوقفت موسامي المحركات و ستعتمد على كاشف الحرارة لاكتشاف مكان العدو قبلهم مما سيعطيها افضلية على هزيم الرعد ، وصل بعدها اسطول هزيم و لم يلتقط كاشف حرارة لديهم أي اشارات من سفن العدو فقرر شاهين أن يتظروا لعدو حتى يطلق و يرف مكانهم في هذا الظلام ، أدركت موسامي خطة شاهين لهذا قررت أن تطلق الطوربيدات وهي اقوى من القذائف العادية حتى تدمر اسطول هزيم بالكامل قبل أن يدركوا بتواجدهم ، أدرك شاهين أن موسامي تخطط لهذا و تسعى لاطلاق الطوربيدات لهذا امر بالانحراف 40 درجة إلى اليسار و تفادي الطوربيدات المطلقة ، بدأ الإطلاق من الطرفين وعرفا كلايهما مكان الآخر بدأت المعركة ، تفوق اسطول تاي في البداية لهذا قرر هزيم الرعد اطلاق مدفع الرعد لحسم الامور ، أطلق مدفع الرعد نحو نيران و بمهارة موسامي استطاعت الانحراف و الابتعاد عن طلقة مدفع الرعد بميال قليلة لكن لم يكن هذا كافي لتتجنب سفن المؤخرة ذلك الهجوم الكبير ، لم يستطع جيش قوجو اطلاق مدفع الرعد مرة أخرى لانهاء الامر لهذا قرر هزيم الرعد استخدام صدى الرعد ، لكن سومين قال أنها لا يمكنها تخرج بسبب الاضرار التي تعرض لها باب الخروج ولا يمكنها أن تخرج إلا إذا تدمر هيكل الصاعقة ، هزيم الرعد أمر الجميع بالخروج من الصاعقة حتى يدمر الهيكل و تخرج صدى الرعد ، انطلقت الصاعقة باقصى سرعة و هي على وشك الانفجار و التحمت بنيران ، دخل هزيم الرعد باحثاً عن موسامي ليلتقيها أخيراً ، وقبل أن تبدأ المعركة سقطت موسامي ارضاً ، موسامي اعترفت لهزيم بأنها تريد أن تقاتله لكنها لم تقدر على ذلك ، موسامي اعترفت بالهزيمة حتى لو بدون قتال و قالت :  «لم نخض معركتنا الاخيرة ، لكنك أنتصرت علي ، اريد منك خدمة صغيرة لا من عدو بل لمن صديق ، تورامارو ، اريدك أن ترعاه جيداً ، المجرة مضطربة و قد ارهقت الحروب الناس ، مالم يتمكن أحد من توحيد المجرة ستستمر المعارك و تبقى المجرة غارقة في ظلمتها مثل هذه المنطقة المظلمة ، نحن في حاجة إلى بطل ينقذ المجرة من الدمار ، أنت الوحيد القادر على فعلها ، ارجوك ، اهتم بتورامارو ، أجعله بطل مثلك .»  وعد هزيم الرعد السيدة موسامي بذلك لتمت بعدها موسامي بين يدي هزيم الرعد مطمئنة على مستقبل اخيها و مستقبل المجرة .
ظن تورامارو أن هزيم الرعد هو من قتل اخته موسامي قبل أن يفقد وعيه ، اخبر هزيم الرعد هيرو بأنه سيهتم بتورامارو كما اخبرته موسامي بوصيتها و دعى هيرو أن تأتي معهم لكنها فضلت تعود إلى تاي و البقاء هناك .
يبدو أن موسامي كانت تداري مرضها منذ وقت طويل ، لكنها لم تستطع المقاومة أكثر من هذا ، ماتت موسامي لكن كلماتها ستظل عالقة في اذهان هزيم الرعد .

### محاولات تورامارو قتل هزيم الرعد

هزيم الرعد أصبح أمل الناس في توحيد المجرة

بعد موت موسامي ، وفي هزيم الرعد بوعده لموسامي فأخذ معه شقيقها تورامارو معه و قرر أن يعيده إلى تاي و يصبح حاكماً عليها منفرداً بدون وصاية روجو ، لكن تورامارو الآن في حالة يرثى لها بعد وفاة موسامي لهذا قرر شاهين التوجه إلى كوكب إيسوي وقد استغرقت الرحلة يوماً كاملة من بوت إلى إيسوي الذي يعد أفضل منتجع ، كان في امكان اسطول هزيم أن يتزود بالمؤن و الاصلاحات لكن شاهين عجل في هذه الرحلة لهدفاً معين وهي ان يستجم تورامارو ويستعيد قوته ليعود و يحكم تاي حتى لا تصبح تاي في يدي روجو .
تورامارو كان مهوساً في فكرة الانتقام من هزيم الرعد وكان يخطط أن ينتقم منه في اقرب فرصة . طلب شاهين أن تتحدث الأنسة سيموني مع تورامارو فهي شعرت بما يشعر به تورامارو الآن من قبل ، تحدث سيمويني إلى تورامارو وانها كانت تحمل الضغينة باتجاه هزيم الرعد الذي قتل والدها ولكنها عرفت إن الانتقام لن يفيديها و ان وقفت مع راي ريوجا لانه رجل طيب و الاقدر على إعادة الأمن و السلام إلى المجرة ، بعد هذا اتت كاجان مساعدة جينبي و القت برسالة إلى تورامارو لتحرضه إلى قتل هزيم الرعد ، زاد هذا تحريض تورا لقتل بهزيم الرعد وخطط للغدر به بفراشة ليلاً ، طلبت سيموني أن تتبادل الغرف مع هزيم الرعد لتمنع تورامارو من اغتيال هزيم الرعد ، عرف الاخير ذلك ، واتى إلى تورامارو الذي علم ان هذه الطريقة لم تليق به و اراد ان يقتل هزيم الرعد بطريقة شريفة لذا دعاه لمبارزة ، انتصر هزيم الرعد في المبارزة كما كان متوقع لكنه رفض أن يقتل تورامارو ، تورا شعر بشفقة هزيم لذا قرر الانتحار و قتل نفسه لكن هزيم منعه من ذلك ، سأل تورا لما لم يقتل فرد عليه بأن و قتله الآن فأن تاي ستعاني الفوضى و غزو القراصنة و الجشعين ، وبما أنك حاكم فعليك أن تفكر في شعبك ، موسامي كانت ستقول ذلك ايضاً ، عرف تورامارو ذلك و ادرك أنه على خطأ و انه يجب عليه العودة إلى التاي و تسلم الحكم هناك .
بعد خمسة أيام وقعت اتفاقية بين هزيم الرعد و تورامارو وبمقتضى هذه الاتفاقية تتمتع تاي لحكم مستقل تماماً ، كا وقعا اتفاقية دفاع مشترك و عدم اعتداء ، وصلت هذه الاخبار إلى روجو الذي ظن أن هزيم الرعد قد قتل تورامارو مع شقيقته ، وبعد شهر عاد تورامارو إلى تاي ليتولى امورها و يصلح ما افسدته الحرب ، انتهت الحرب و حل السلام بين تاي و قوجو ولكن هذه ليست نهاية الحرب فما تزال هناك حرب أخيرة تنتظر هزيم الرعد .

### سعي سيموني لنشر السلام بين روجو و هزيم الرعد
بينما كانت الأنسة سيموني تتجول برفقة لان لان و سخرو تاسكي في شوارع بوت عرقلوا بواسطة فتاة صغيرة قد كرهت الجنود بسبب أن والدها كان جندي في جيش هزيم الرعد و توفي في المعركة الاخيرة و تعتقد أن الجنود هم سبب ذلك ، ذهبت سيموني للتحدث مع الفتاة الصغيرة و اخبرتها أنها أيضا فقدت والدها بل و امام عينيها ، تأثرت سيموني بحزن الصغيرة و وعدتهت أنها ستبذل أقصى جهدها لإيقاف الحرب و توقف نزف الدماء .
ذهبت سيموني لهزيم الرعد و شاهين لتعرض عليهما فكرة اتفاق سلام مع روجو ، رد عليها هزيم الرعد أن هذا أمر مستحيل و اضاف شاهين أن هناك حاكمان قويان الآن في المجرة هما روجو و هزيم الرعد ، سألت سيموني : " إذا متى تنتهي الحرب ؟ فرد عليها شاهين : " عندما يقتل أحدهما الآخر "  ، حزنت سيموني على هذا و خرجت من الغرة متوجهةً لتكتب رسالة إلى روجو حاكم رين لتعرض عليه هو فكرة السلام .
طلبت سيموني من تاسكي أن يقوم بارسال الرسالة ، ذهب الثلاثة سيموني و تاسكي و لان لان ليصعدوا إلى السفينة لكن جنود النينجا بقيادة كاجان قاموا باعتراض طريقهم و سببوا اضرار بالسفينة ، توجهوا إلى رين في مساء ذلك اليوم ، في صباح اليوم التالي وصلت أخبار اختفاء المركبة و أن سيموني موجودة بها و انها متوجهة إلى رين . وصل الثلاثة إلى حدود رين ولكن للاسف كان جهاز الإرسال معطل بالسفينة فاطلق جنود روجو النار عليهم و سقطت السفينة في رين ولكن لحسن الحظ سقط السفينة في غابة وسط الاشجار ليبقون في أمان ، استجوب روجو سيموني و قرأ رسالتها و عرف ماذا تريد ، وقد قابلها روجو و كوسيشو بالرفض ، لكن سيموني سألت الحاكم روجو سؤالً :  «إذا حكمت العالم و أصبحت امبراطوراً ثم لم تجد حولك الاشخاص الذين تحبهم ، هل ستكون مسروراً ؟ .»  فكر روجو بهذا ثم قرر .
هزيم الرعد بعد أن وصلتهم اخبار سقوط السفينة لم يستطع كبح صبره و مشاعره فانطلق حتى يذهب إلى رين لكن صخر أوقفه ، فجآةً عادت سفينة ، وكانت على متنها سيموني و لان لان و تاسكي ، أخبرت سيموني هزيم الرعد إنها قابلت روجو و أن القائد روجو يرغب في مقابلته قريباً .
وبهذا استطاعت أن تقوم الانسة سيموني بشبه معجزة أن يقام مؤتمر سلام بين روجو و هزيم الرعد قريباً .

### إقامة مؤتمر السلام
تمكنت سيموني من صنع فكرة سلام بين روجو و هزيم الرعد و سيكون اللقاء على كوكب ماسو و سيموني تتمنى أن ينتهي باتفاق انهاء الحروب . ارادت يوسكي مخطوبة روجو الحضور مع روجو ولكن الاخير رفض ذلك ، طلب كوسيشو من الآنسة أن تذهب لتغير ملابسها حتى تأتي معهم لكنهم خدعوهاو غادروا إلى ماسو . وصل هزيم الرعد و روجو و التقيا و تصافحا و وعدا بان يبذلا قصارى جهدهما لانجاح هذا اللقاء وكذلك كوسيشو و شاهين . من جهة أخرى لم يتحمل جينبي فكرة إيقاف الحروب وهو الذي اشعل نيران الحروب السابقة ، فاعطى خادمته كاجان فرصة اخيرة لقتل هزيم و روجو . في ذات الوقت بدأ الإجماع على قاعة الطعام وكانت الاجواء طيبة و رائعة بين الجميع لكن في رين وصلت رسالة و اشاعة تفيد أن قوات قوجو بدأت بالتحرك نحو كوكب ماسو للقضاء على روجو ، كانت كاجان هي من خلقت تلك الإشاعة ، لتتحرك يوسكي و توهو لانقاذ روجو من دون علمهما بالحقيقة . وصلت اخبار تقدم جيش رين إلى ماسو و حدث اضطراب في قاعة الطعام فطلب شاهين من روجو تفسير تقدم اسطوله ، لكن روجو اعتبر هذه اوامر مخطوبته يوسكي ، اراد روجو الذهاب لاعادة يوسكي فرفض شاهين ذلك حتى لا ينضم روجو إلى اسطوله ، فقررت الانسة سيموني الذهاب و شرح الموقف للانسة يوسكي ، لكن سفن قوجو كانت وهمية بواسطة أشعة كاجان الوهمية و بقوة لان لان استطاعت ابطال السحر و التفوق على كاجان لتعود اساطيل رين إلى وطنها ، و تنتهي هذه المشلكة و يبدأ مؤتمر السلام بعدها ، تواجهة روجو و هزيم الرعد بعد الاجتماع بمبارة ودية انتهت بالتعادل ، من ناحية أخرى بعدما اخفقت كاجان بخطتها ، جينبي قتل كاجان و قرر الاعتماد على نفسه لاعادة اشعال نيران الحرب مرة أخرى .

### زواج سيموني و هزيم الرعد
انتهى الاجتماع بين روجو و هزيم الرعد دون التحدث عن القوة الغامضة التي تحاول ابقاء نار الحرب مشتعلة لكنهما اتفقا على هدنة مدتها ثلاثة أشهر ، وهذا يعني أن المجرة ستحظى ببعض الهدوء .
في طريقهم للعودة إلى بوت ، كان هزيم الرعد و سيموني على متن سفينة مدنية بدون حراسة لأول مرة بعد ايقاف الحرب و عم السلام ، كان يتذكر أن الحروب قاسية جداً وكيف قتلت الكثير من القادة العظماء امثال الإمبراطور شوزين و الإمبراطور دانجو و القائدة روجينا و جادر و السيدة موسامي ، و كيف مات الجنود الكثيرون و بكت أسر لا تحصى ، كانت سيموني أكثر شخص سعيد في المجرة كلها لايقاف الحرب لانها من سعت لهذا الامر منذ البداية وقد نجحت به ، كانت سيموني تبكي من الفرح وكان هزيم الرعد يهدأ من سيموني و يطلب منها التوقف عن البكاء ، وجد هزيم الفرصة المناسبة للتحدث مع سيموني عن أمر هام فقال لها :  «اسمعي يا سيموني ، لدي الآن أمنيتان ، أمنيتان فقط ، وقوف الحروب ، و الثانية أن تقبلي الزواج بي .»  قال هزيم هذا بعد حضنها فجآة وطلب يدها للزواج ، سيموني لم تعرف ماذا تقول فكانت صامتة و خجولة حينها . تحدثت سيموني إى شاهين و قالت أنها لم تقبل الزواج من هزيم ولكنها لم ترفض ايضاً ولكنها تريد أن تتيقن أن ريلا التي تحلم بالزواج من هزيم لن تغضب من ذلك ، شاهين طالبها أن تسرع في اتخاذ قرارها لان الفترة الحالية هي فترة هدنة وهي فترة مناسبة للافراح . من جهة أخرى كان القائد كوجاك وهو قائد من رين غير سعيد باتفاقية السلام بين قوجو و رين ، استغل جينبي هذا و ساعده لاقامة ثورة في رين لاعادة اطلاق النار . من جهة أخرى تحدثت سيموني إلى ريلا و طالبت الاخيرة من سيموني أنها لن تقف في عقبة في طريقها و يجب أن تتزوج من راي (هزيم الرعد)، ذهبت سيموني و وافقت على طلب هزيم الرعد و بدأت الاستعدادات لحفل الزواج . وفي الجهة المقابلة أعلن القائد كوجاك تمرده على الحاكم روجو بفضل سيطرة جينبي ، و بدأ الحرب على روجو ولكن روجو وبكثرة جنوده أستطاعوا حصار كوجاك ، كوجاك طلب من جينبي المساعدة ولكن الاخير رفض ذلك واخبره أنه لم يكن سوى طعم صغير لاعادة نيران الحرب في المجرة ، قتل جينبي كوجاك و فر هارباً ، كوسيشو عرف أن من خلال هذه الحرب أن المواطنون و الجنود غير راضون عن فكرة ايقاف اطلاق النار فيجب حل هذه المشكلة قبل أن تدمر رين من الداخل . من جهة أخرى كانت الافراح تعم قوجو لبداية حفلة زفاف سيموين و هزيم الرعد لكن في اثناء الحفلة اتى خبر المزعج الذي صدم الجميع وهو حدوث تمرد في رين و عودة الحرب . فعلى الرغم من جهود سيموني الكبيرة و الصعوبات الكثيرة التي اجتازها هزيم الرعد و روجو لانهاء الحرب بينهما لم يصمد الاتفاق سوى شهرين ، و العروسان لم يستمتعان في الهدوء طويلاً فهاهي الحرب تعود من جديد .

### العودة إلى الحرب
أصبح المتمردون أكثر شراسة مما جعل روجو اقامة مراكز للحارسة و التفتيش لاسيما في العاصمة ، كانت الحرب بين روجو و المتمردون في اوج حالتها ، فقد احتل المتمردون أكثر من مدينة ، طالب روجو بالرد على المتمردون لكن كوسيشو طلب من سيده روجو الاستماع إلى المتردون و القرار في العودة لقتال قوجو ، ذهب روجو و كوسيشو لمركز صيانة السفن ليتفاجأ روجو بأن سفينته البركان قد أصلحت بالكامل ، تسائل روجو هل سيقاتل بها جيش المتردين ، رد عليه كوسيشو بالنفي ، فهذا يعني تدمير أمة رين وهذا ما لا نريده ، بل يجب أن يقاتل بها قوجو ، روجو كان محتاراً في هذا فهل يشعل حرباً خارجية لينهي حرباً داخلية ، قال كوسيشو أن وضع رين الداخلي المضطرب سيساعد قوجو على الهجوم على رين ، فجآة وافق المتمردون على ايقاف الحرب ولكن هذا بشرط العودة للحرب على قوجو ، جميع الجنود طالبوا روجو باعلان العودة للحرب الخارجية ضد قوجو مما جعل روجو في وضع لا يحسد عليه فقرر اخيراً العودة للحرب .
وبينما كان روجو يعاني من ضغوطات جنوده كان هزيم الرعد ينعم بوقت هادئ من زوجته السيدة سيموني ، لكن ماهي إلا لحظات ووصل الخبر الصاعق والذي يفيد بتحرك قوات رين نحو قوجو ، قبل هزيم الرعد التحدي و بدأ الاستعداد للحرب الطاحنة ضد رين .
في الاجتماع طلب هزيم الرعد من صخر و تاسكي و رماح و سانقراكوساي البقاء في قوجو للدفاع عنها ، خاصة مدينة بوت عاصمة قوجو فهي شريان حياة جميع الجنود ، وافق رماح على قرار القائد و وعده هو و بقية الرجال أن يدافعوا عن بوت حتى الموت . انتهى الاجتماع و خرج هزيم الرعد و شاهين للخارج ، سأل شاهين عن ذلك السبب و عرف أنه هناك سبب غير الدفاع عن بوت ، رد عليه هزيم الرعد :  «شاهين ، لا أريد أن أموت ، لكن لا أحد يعلم ما قد يحدث في ساحة القتال ، فإذا مت في المعركة فيمكنهم أن يحققوا حلمنا .» 
في ليلة قبل الذهاب إلى المعركة ، التقى هزيم الرعد بسيموني و اعتذر لها لإنه لم يستطع إيقاف الحرب أكثر من هذا ، وطلب منها أن تسمح له بالذهاب ، سيموني تفهمت الأمر و تعلم أنها زوجة قائد حربي و عليها أن تعتاد على هذا و تفهمت أن هذا امر ضروري لبناء المستقبل ، سيموني طلبت من هزيم الرعد أن يعدها حيث قالت :  «إياك أن تكره روجو و رجاله ، أنه خصمك فقاتله كما يليق بك أن تفعل ولكن أرجوك إلا تحقد عليه ، ارجوك لا تدع الحقد يتسلل إلى قلبك ، الحقد يعمي بصيرة المرء و يجعله غير قادر على الحب حتى بعد انتهاء الحرب ، خض معركتك بجرآة و شجاعة لكن ارجوك لا تدع عواطفك الجميلة تتشوه ، أنت تملك قلباً كبيراً ، لذا حافظ عليه و عد من أجلي .»  هزيم الرعد اطمئن قلب سيموني و وعدها فعل ذلك و وعدها بأنه سيعود و سيبني معاها عالماً خالياً من الحروب و الاحقاد .
أقيم احتفالاً كبير لوداع المقاتلين الذاهبين للمعركة و الماكثين في المدينة فهم سيكونون شركاء في الحياة و الموت معاً ، فقد لا يتمكون من رؤية بعضهم البعض مرة أخرى ، و حاول الجميع أن يضحكوا و ينسوا خطورة المعركة القادمة ولكن جائت الابتسامات قاتمة و مفتعلة . عندما انتهت الحفلة رقصت سيموني رقصة الوداع ، كانت هذه المرة الثانية التي ترقص فيها لهزيم الرعد و رمبا تكون الأخيرة ، كان هزيم الرعد يفكر و يقول بنفسه علي العبش و رؤية سيموني ثانية ، وهذا ما اعطاه دافعاً اضافياً للعودة منتصراً من هذه المعركة الاخيرة .

### الجولة الأولى من المعركة الاخيرة
بعد اصرار جنود رين على خوض معركة حاسمة ضد قوجو قرر روجو اعلان الحرب على قوجو و تحرك لغزو قوجو ، تحرك هزيم الرعد ايضاً و ستبدأ المعركة قريباً ، والجميع يرى أن هذه المعركة يتوقف عليها مصير تاريخ المجرة . قرر كوسيشو أن تكون البركان طعماً و أن يكون روجو على سفينة أخرى خاصة أن قوات قوجو أكثر من قوات رين لكن روجو رفض ذلك ، كوسيشو راهن على هذه الخطة و طالب بروجو بأن يقتله بسيفه لو أن الخطة فشلت ، تأثر روجو بكبرياء كوسيشو وافق على خطته . من جهة أخرى كان التفائل يسود على رجال قوجو ، خاصة بعد اصلاح الصاعقة بالكامل و تطويرها حيث أصبح مجال اطلاق الصاعقة يتفوق على مجال اطلاق البركان ، كان الجميع يعتقد أن المعركة لن تكون صعبة بما فيهم شاهين لكن لينغ سو هدأ من حماسة الجميع وطلبهم عدم الاحتفال بالنصر قبل خوض المعركة . من جهة أخرى قطعت البركان كل الاتصالات الخارجية ، و اطفأت معظم محركاتها الضخمة و اخذت تسير ببطئ شديد حتى لا يتمكن العدو من اكتشافها ، كان ذلك يسير حسب توجيهات كوسيشو الصارمة جداً ، بدأت البركان بالإطلاق و اكتشفوا اين تقع البركان مما جعل هزيم الرعد يطالب بالتوجه بالقوة كلها لمهاجمة البركان ، وقع هزيم الرعد و شاهين بفخ كوسيشو و اكشتفوا انه هناك ثلاث سفن من نوع البركان فقد بنى جيش قوجو خطتهم على أن العدو يمتلك نوع واحد من البركان و ليس ثلاثة ، لم يتوقع شاهين ذلك و اعترف بخطأه لكن لينغ سو شجع شاهين و طلبه أن يضع خطة جديدة تخرجهم من هذا الموقف الصعب ، فهم شاهين خطة كوسيشو بالكامل وهي أن تحاصرهم السفن المتبقية و تهاجمهم و تبقى البركان خارج المعركة ، لم ينتظر هزيم الرعد و بدأ اطلاق النار بين البركان و الصاعقة ، التفوق جاء للبركان خاص انها تملك ثلاث سفن من النوع العملاق المدمر ، تعرضت الصاعقة لخسائر فادحة ، لينغ سو طالب بالانسحاب ولكن هزيم الرعد رفض ذلك خاصة ان العدو ينتظر انسحاب قوجو ليدمرهم من الخلف ، شاهين طالب بايقاف الإطلاق و طلب أن يطلق القذائف قصيرة المدى التي تنفجر قبل وصولها إلى العدو ، قرر أن شاهين بهذا أن يحجب الرؤية عن العدو ثم مباغتتهم بمدفع الرعد لكن هذا يتطلب أن يضحي بالقوة كلها و يجعلها طعماً بحيث يجعلها لتغطية هجوم الصاعقة ، وافقت كل السفن و القواد على ذلك و بدأ شاهين بتنفيذ خطته ، بدأ تنفيذ الخطة التي تعتمد على سرعة الصاعقة بشكل كبير ، أدرك كوسيشو خطة شاهين و أن الاسطول يهتجم امامهم بالقذائف قصيرة المدى ليس سوى طعم ، و أن الصاعقة تتقدم الآن من بين النيازك لتطلق مدفع الرعد ، فنفذ كوسيشو خطته الجديدة فاطلق مدافهم الكبيرة حيث يتوقع أين تقع الصاعقة ، توقع كوسيشو كان صحيح لكن بفضل سرعة الصاعقة استطعات مراوغة الإصابة المباشرة ، و الايتعاد عن الانفجار الكبير لتخرج من بين النيازك وسط تفاجآ أسطول رين لتطلق مدفع الرعد الكبير و يصيب سفينتين من البركان و تحطمهما ، صحيح أن الصاعقة مرت سفينتين من نوع البركان و لكن هذا دفعها لتخسر 60% من قوتها . وبهذا نجحت الصاعقة من تدمير سفينتين من البركان و بقيت السفينة الرئيسية بقيادة روجو لكن مع فقدان 60% من قوات اسطول قوجو ، لم يعد بامكانهم أن يشنوا هجوماً مباشراً على قوات روجو .

### اليوم المأساوي بموت السيدة سيموني و الجنود الأبطال

سيموني ماتت وهي تبتسم

رغم تدمير سفينتين من البركان إلا أن جيش هزيم الرعد كان في وضع صعب بعد أن خسر 60% من قواته ، كان من المفترض أن يعودوا إلى مدينة بوت ، لكن شاهين طالب بتغيير المسار وعدم الذهاب إلى بوت ، خاصة أن جيش رين يمتلك قوته الكاملة وفي مقدمتها البركان لهذا قرر شاهين إلا يعودوا إلى بوت حتى لا تدمر البركان مدينة بوت عاصمة قوجو بالكامل . قرر روجو إرسال قوة صغيرة إلى بوت للسيطرة عليها لكن بدون سفك الدماء ، طلب القائد توهو أن يقوم بهذه المهمة فاعطاها له الحاكم روجو ، كانت تصرات توهو غريبة و يتعطش لسفك الدماء في بوت فقد سيطر عليه الشرير جينبي و حرضه لخوض هذه المهمة لسفك الدماء ، وبهذا انطلق روجو مع قوته الرئيسية في مطاردة هزيم الرعد تاركاً فرقة توهو لتغزو مدينة بوت و تسطير عليها . وصل توهو إلى بوت و وصل له اتصال من السيدة سيموني زوجة هزيم الرعد تطب منه أن تسحب قواته فالقتال لن يجلب سوى الموت و الدمار فارادت أن تقوم باتفاق مع رين لكن توهو رفض رفضاً قاطعاً و اغلق الاتصال ، كان من المتوقع رفض عرض السيدة سيموني فما كان لديهم سوى خيار القتال و قد كان القائد سانقراكوساي بانتظارهم قبيل الدخول إلى مدينة بوت ، بدأت المعركة بين توهو و سانقراكوساي ، كان القائد توهو يمتلئ قلبه بالحقد و الكراهية بسبب سيطرة جينبي الذي استطاع بقوته اتلاف اجهزة الإطلاق لدى اسطول قوجو ، لم يفهم سانقراكوساي ماذا يحدث ، فلم يكن له خيار سوى الإطلاق باقصى سرعة نحو سفينة توهو لخوض معركة بالسيف و تفادي قذائف العدو ، لم يكن ذلك ممكن فسقط كل الجنود ما عدا القائد سانقراكوساي الذي لم يتخلى عن خطته ، واصل توهو اطلاق النار و بلحظات ساقراكسواي الاخيرة تدمرت سفينته ، و انتصر توهو بفضل جينبي ، بدأ دخول قوات رين بوت و غزوها بعد ذلك .
بعدما بدأ غزو اسطول رين بقيادة توهو ، طلب منهم الاخير بأن لا يكون أحد من جنوده ليناً ابداً و يقتل كل شخص كبير و صغير حتى لو استسلم ، جينبي سيطر الجنود ايضاً و حرضهم على قتل الجميع بما فيهم الابرياء ، بدأ تدمير مدينة بوت و صنع مذبحة بها ، أطلقت قذيفة كبيرة بالاتجاه الذي تقف فيه سيموني و ريلا فانقذت سيموني ريلا و أصيبت السيدة باضرار كبيرة قبل أن ينقذها رماح ، جلب إيسين العربة و طالب رماح بأن يقوموا بتهريب السيدة سيموني ومن معها لتتلقى العلاج اللازم ، طالب توهو بمطاردتهم و قتل سيموني و الاخيرين ، نزل القائد رماح من العربة و طالبهم بالمواصلة للوصول إلى سفينة النجاة ، تعرض رماح طريق الجنود وواجهم جميعاً لوحده ، من ناحية أخرى وصلت العربة التي تنقل سيموني و ريلا و لان لان و صخر و تاسكي و إيسين إلى قمة الجبل و توقفوا عند الغابة ، طلبت سيموني أن يذهبوا و يتركوها هنا في الغابة لإنها شعرت باقتراب نهايتها ، شكرت سيموني لان لان و تاسكي على كل مساعدتهما لها و طلبت من صخر و إيسين مساعدة هزيم دائماً و شكرت ريلا ايضاً على كل شيء ، كلمات سيموني الاخيرة :  «عيشوا سعداء ، انشروا روح الأمل في كل مكان ، قفوا إلى جانب هزيم و ساعدوه ، سيبني عالماً جميلاً ، اتمنى لو أراه»  . سقطت بعدها سيموني لتترك آمالها و احلامها لهزيم الرعد ولتفارق الحيارة . من جهة أخرى كان لا يزال رماح صامداً في مواجهة جنود توهو الكثيرين ، واصل رماح متقدماً وكان على وشك قتل توهو ، لم يستطع أحد إيقاف القائد رماح ، فطلب توهو من جنوده أطلاق النار عليه ، أُطلقت نيران كثيرة و سقط رماح ، تقدم توهو الذي أعتقد أن رماح قد مات لكن رماح امتلك عزيمة الابطال و اوقف توهو قتله بسيفه ليقف رماح و يموت شامخاً مدافعاً عن وطنه و اصدقائه .

رماح مات شامخاً

الحقد و الكراهية التي حاولت السيدة سيموني محاربتهما قضيا عليها و قضيا على سانقراكوساي الطيب و على المقاتل الشجاع رماح ، أشعل الشرير جينبي قلب توهو بالكراهية و جعله لا يرى إلا الدماء ، و ساعده على دخول بوت و و تدميرها و قتل الابرياء فيها ، فكيف سيتلقى هزيم الرعد هذا الخبر ؟

### المواجهة التي طال إنتظارها بين جينبي و هزيم الرعد
وصلت أخبار غزو بوت إلى هزيم الرعد لكن لم تصل له أخبار عن ما حدث هناك ، كان هزيم ومنمعه بانتظار زوجته سيموني و أصدقائه ، في بوت تم دفن السيدة سيموني و غادرت ريلا ومن معها بوت لمقابلة هزيم الرعد ، وصلت أخبار تدمير بوت إلى روجو و كذلك خبر موت السيدة سيموني شعر روجو بالعار و الخجل على ما فعله رجاله فقرر بإيقاف الهجوم . وصلت سفينة الناجين التي تضم صخر و تاسكي و لان لان و ريلا و إيسين إلى داخل الصاعقة وكان في استقبالهم القائد هزيم الرعد و شاهين و لينغ سو ، سأل هزيم عن أين سيموني ، لم يتحدث أحد ، يدأت مشاعر الخوف تردد إلى هزيم العد عن ما حدث لسيموني ، تقدمت بعدها ريلا ، لتقدم إلى هزيم قطعة من شعر سيموني و تخبره :  «إنها ذكرى من سيموني»  صُدم هزيم الرعد ومن معه بموت سيموني وسط جو من الكآبة و الحزن ، سأل شاهين أخيه إيسين عن ما حدث لرماح و سنقراكوساي ليجبيه بأنهم ماتوا جميعاً ، هزيم الرعد لم يعلم ماذا يفعل وسط أحزانه ، لكن تصرف كقائد حقيقي و شكر البقية على بذل كل جهدهم .
عاد هزيم الرعد إلى غرفته وكان يصرخ بأسم سيموني بكاياً ، كان هزيم نادماً و تمنى لو كان هناك معهم بتلك اللحظات ليساعدهم ، ظهر الشرير جينبي مرة أخرى ، وهذه المرة في الصاعقة وبغرفة هزيم الرعد ، و قد اراد السيطرة على هزيم الرعد في حزنه والمه ليقوم بسفك الدماء مرة أخرى ، لكن هزيم الرعد كان مختلفاً عن جميعاً الرجال الذين سيطر عليهم جينبي ، فلم يستطع جينبي السيطرة على هزيم الرعد و افاق الاخير ليرى جينبي أول مرة منذ زمن ، تفاجأ هزيم الرعد من تواجد جينبي و الذي أعتقد انه مات منذ زمن طويل بعدما قتله جادر ، سأله هزيم الرعد لمّ أنت هنا ، فرد عليه جينبي من أجل الحصول عى جسدك ، فقد كان جينبي يريد الحصول على جسد هزيم و السيطرة عليه في وقت ضعفه و حزنه لنكنه لم يستطع فقرر قتله هناك ، هزيم الرعد لم يصدق ما يراه أمامه وما يقوله جينبي فرد جينبي :  «لا تستغرب ، لقد أخذت اُشعل الحروب وادمر الجيوش و أقتل الناس ، فأنا سيد الحروب و القتال»  ، اخبر جينبي هزيم أنه هو المسؤول عن كل المعارك التي حدثت في المجرة ، و أن الحياة المأساوية للانسان هي غذائه الذي يساعده على العيش ، فبدون حروب سيختفي جينبي ، جينبي دعى هزيم الرعد بأن يتشاركوا التحكم و السطرة على المجرة لكن هزيم الرعد رفض ذلك و بشدة و أراد قتل جينبي ، جينبي استخم قوته و أشعته ضد هزيم الذي لم يستطع ضرب جينبي ، جينبي أخبر هزيم الرعد بأنه هو المسؤول عن قتل سيموني حتى يكرهه هزيم أكثر و أكثر ، تقدم هزيم الرعد نحو جينبي ليقتله وهو في حالة كره شديدة لكن تدخلت لان لان الوحيدة القادرة على إيقاف قوة جينبي و رمت عليه ورقة إيقاف لعنة السحر ، و طالبت هزيم بعدم قتل جينبي وهو في حالة كرهه فبهذه الحالة سيسيطر عليه جينبي ، جينبي تمكن من لان لان و رماها بعيداً ، أطلق جينبي قوته و أشعته على هزيم الرعد لكن الاخير تحمل كل الالام و تقدم نحو جينبي و قتله ، مات جينبي لكن روحه الشريرة قد عادت و قال أنه سيعود للحياة مرة أخرى طالما الكراهية و الخيانة و الطموح مودون ، فسيظل على قيد باقياً ، لكن مع توحيد المجرة ستختفي تلك القوة الشريرة المولودة بواسطة الحقد و الكراهية . و اخيراً فهم هزيم الرعد ما كان يحدث في الخفاء وعرف الشرير الذي كان يشعل الحروب و يقتل الأبرياء
و أستطاع أن يقتص لسيموني ولاصدقائه وهكذا أستعاد شيئاً من روحه المعنوية ، وبهذا بعد أن قضى هزيم الرعد على جينبي بقيت مهمة وحيدة لهزيم الرعد و هي المهمة الأهم و الاعظم توحيد المجرة و نشر الأمن و السلام في كل مكان .

### ما بعد موت سيموني

سيموني كانت كل شيء بالنسبة لهزيم الرعد

بعد معركة روجو و هزيم الرعد الاخيرة تضررت الصاعقة كثيراً و ظل روجو يلاحق هزيم الرعد لكن بعد وصول أخبار موت السيدة سيموني اوقف روجو الملاحقة و الهجوم لبعض الوقت حداداً على موت سيموني ، مما اعطى هزيم الرعد و اسطوله فرصة لاعادة اصلاحات الصاعقة ولكن حالة هزيم الرعد و رجاله صعبة جداً في الصدمات الكثيرة التي تعرضوا لها ، هزيم الرعد كان يضغط على نفسه ولم ينم لاكثر من ثلاثة أيام لكنه سقط مغشياً عليه بسبب الضغوطات الكبيرة ، هزيم الرعد كان يحلم من فترة إلى أخرى بزوجته الراحلة سيموني ، كان فقدان سيموني بالنسبة له شيئاً كبيراً جداً لم يستطع تحمله خاصة بعد أشهر قليلة من زواجهما ، لكن كان هناك شخص آخر لم يتحمل فكرة موت سيموني ، كانت هي لان لان مرافقة سيموني و التي كانت تقضي كل وقتها مع سيموني ، فلا نرى سيموني إلا وهي معها ، تاسكي طلب من هزيم الرعد مساعدة لان لان التي توشك أن تفقد عقلها .
من الطرف الآخر وصلت أخبار موت سيموني ليوسكي مخطوبة روجو والتي أصبحت صديقة سيموني مؤخراً فاجئت غاضبت إلى البركان ، وطلبت من روجو تفسير هذا فرد كوسيشو أن الجنود هناك لم ينفذوا الاوامر بالشكل المطلوب ، طالبت يوسكي لكوسيشو أن يقدم الاعتذار لسيموني ولكل من مات لم يكن لدى كوسيشو خيار اخر فقدم الاعتذار بالطريقة التي يرونها مهينة ، كان ذلك مهين لدى كوسيشو أمام جنوده .
من جهة أخرى كان شاهين و إيسين يخططان لبعد جو الحزن و الكآبة من هزيم و الجنود فطلب مساعدة اصدقائه التجار فتم عمل مأدبة طعام كبيرة ، كان الاحتفال جيد و اعاد الروح المعنوية للجنود لكن أحد الجنود ذكر أنهم لم ياكلوا طعام كهذا منذ حفلة زفاف الحاكم هزيم الرعد و سيموني فذكر هذا هزيم الرعد بسيموني مرة أخرى فغادر المأدبة ، شاهين كان واثقاً أن هزيم الرعد سيتغلب على حزنه بنفسه ، ذهب هزيم الرعد إى الخارج صارخاً بأسم سيموني و يتذكر لحظاته معه حيث قال متحدثاً إلى نفسه :  «سيموني يجب أن أقبل الحقيقة ، فأنا ل لن أراكِ ثانيةً ، ولكن .. سوف أذكر طول عمري دقائق معرفتي بك ، عندما قابلتكِ أول مرة كنت شاباً معتداً بقوته و جرأته المتهورة ، كنت أقاتل من دون تفكير ، مثل الوحوش التي تندفع إلى القتال و تحركها غريزتها في القتل ، وفي ما بعد قابلتك ، ثم قابلت روجينا ، ثم شاهين و موسامي و رماح و كوين و سانقراكوساي و الكثيرين غيرهم ، قاتلت معهم أو ضدهم و وودعتهم ، و اخيراً فهمت الامر ، فهمت لماذا يُقاتل الرجال ، ومالذي يجعلهم يستمرون من دون خوف ، سيموني ، احتجت لوقت طويل حتى أدرك ذلك ، حب الناس يجعلنا أقوياء ، لا نخاف ، عندها نندفع للقتال مغامرين بحياتنا حتى نحمي الناس الذين نحبهم ، شيء رائع و جميل ، لهذا أوصيتني إلا ادع الحقد و الكراهية يتسلان إلى قلبي ، الآن فهمت ذلك يا سيموني ، ستبقين معي ولن أنساكِ ابداً .»  ذهب هزيم الرعد بعدها إلى لان لان و واساها و اخبرها أن سيموني ماتت ولكنها حية في قلوبنا لا ننساها ابداً . بفضل مساعدة التجار بنقل البضائع و الحاجات انتهت الاصلاحات خلال ثلاثة أيام ، و زودت السفن بالمؤونة و السلاح و الوقود و أصبح الاسطول مستعداً لمعاودة القتال . طالب هزيم الرعد ريلا أن تذهب إلى تاي و تخبر الحاكم تورامارو بأن المعركة قد بدأت فأما أن يقتل هزيم الرعد روجو أما ان يقتل روجو هزيم الرعد ، وعلى تورامارو إلا يحقد على إي منهما ، ليفكر بالامان و سعادة الناس و الحب الخير فقط . و الآن هزيم الرعد يقدم إلى المعركة بعد أن استعاد قواه ، و ادرك أن الرجل الحقيقي يقاتل من أجل الذين يحبهم ، وهذا ما منحه القوة و الشجاعة .

### معركة المصير و الذكاء بين شاهين و كوسيشو
بعد أن استعاد هزيم الرعد عافيته و تمت جميع إصلاحات الصاعقة أصبح أسطول قوجو جاهز للمعركة الاخيرة التي ستحدد مصير المجرة كلها ضد اسطول رين ، سيلتقي الاسطولان في المنطقة الهوائة عند الكوكب المزدوج ، شاهين كانت لديه خطة محكمة لذلك قرر اختيار هذا المكان لتكون المواجهة ، فهم كوسيشو خطة شاهين و طلب من روجو الهرب المؤقت ثم العودة لكن روجو رفض الهرب و قرر المواجهة المباشرة ، وافق كوسيشو على المواجهة وقرر وضع خطة جديدة . قبل المواجهة كان هزيم الرعد يتحدث إلى رجاله :  «أنا سعيد لان روجو هو خصمي ، أنه قائد شجاع و يسعى مثلي لبناء عالم خالي من الحروب ، حتى لو مُت في القتال فأنا واثق أن حلمي سيتحقق ، لكني سأبذل جهدي لأهزمه ، لكني لو هُزمت و قُتلت فعزائي هو أن خصمي سيحقق حلمي ، إذا قتلني روجو فلا تفكروا بالانتتقام لي بل ضعوا يدكم في يديه و ساعدوه على توحيد المجرة»  . في تلك الأثناء كان قد وصل اسطول هزيم الرعد إلى قرب المنطقة الهوائية و أخذ يستعد للمعركة ، كانت المنطقة الهوائية منطقة خطرة جداً فمستوى الجاذبية يسب جذب السفن و اختلال في التوازن ، وكانت المعلومات عنها قليلة ، لكن شاهين اخبر الجميع أنه لديه معلومات كافية عن هذه المطقة فهذه المنطقة مملؤوة بالمعادن الثمنية و كانت أسرة شاهين دايكاكويا تقوم بجمعها و التجارة بها ، كوسيشو كان جندي و مخطط حربي محترم و شاهين تاجر لهذا ستكون معركة لاختبار الذكاء .
قرر كوسيشو وضع كل شيء على المحك و أن يختار أصعب خطة على الإطلاق في هذه المعركة والتي يظن ان شاهين لن يفكر بها وهي أن يعبر عبر الكوكبين رغم تواجد تيار غازات بين الكوكبين يجحب الرؤية تماماً و هناك مجال جاذبية مغناطيسي قوي جداً بين الكوكبين فاذا انحرفت السفن عن المسار بدرجات قليلة جداً فستحول السغن إى فتات في ثوان معدودة ، كوسيشو اختار هذه الخطة التي بخطورتها تكمن قوتها ، بدأ اسطول رين بالتحرك بين الكوكبين و كانت أوامر كوسيشو صارمت جداً فأي خطأ سيسبب بالدمار . كسيشو بنى خطته على أن شاهين لن يتوقع خطته وبهذا سيحقق النصر المضمون ولكن كانت المفاجآة هي أن شاهين بنى خطته على أن كوسيشو سيخوض المعركة من هذا المسار الغير المتوقع ، شاهين قال أن كوسيشو أخفق في خططه السابقة و يسعى لاستعادة سمعته و أن هذه المعركة معركة مصيرية و سيخاطر فيها بكل شيء، فالأنسان يظهر جرآة غير متوقعة في اللحظة الحاسمة ، بدأ انطلاق جيش رين بين الكوكبين المزدوجين ، وصل اسطول رين و تفاجأ بوجود اسطول قوجو امامه مباشرة ، أدرك كوسيشو أن لدى شاهين خطة ما رغم أن عدد اسطول رين أكثر عشر مرات من اسطول قوجو ، سأل كوسيشو الراصد عن أي معلومات عن الفضاء وعن أي شيء قادم ليجيبه أن المعلومات قليلة لكن هناك تفاعل يشير غلى تيار غازي ، ادرك كوسيشو خطة شاهين متأخراً و أطلق هزيم الرعد مدفع الرعد على كوكيب صغير المزدج ليحدث الانفجار الكبير لتضرر مغظم السفن بشكل كبير ، حدثت بعدها الطامة الكبرى لكوسيشو عندما حدث التفاعل و تحرك الكوكبين المزدوج ليتقاربا من بعضهما البعض بينما اسطول رين قريب من الكوكبين ، حدث التفاعل قبل أن تهرب سفن روجو وجذبت السفن إلى الكوكبين ، كانت خطة شاهين تعتمد على اطلاق مدفع الرعد نحو كوكيب صغير كان المسؤول عن الجاذبة بين الكوكبين المسميين بالكوكب المزدوج و بفقدان التوازن يتحرك الكوكبان و بهذا تزداد قوة المجال المغناطيسي بينهما وهذا سيدمر اسطول روجو بالكامل . انتهت الفوضى و لم تنجو أي سفينة من اسطول روجو سوى سفينة كويسيشو و سفينة البركان التي يقودها روجو ، هزيم الرعد جهز مدفع الرعد ليطلقه من جديد و يحسم المعركة و يقضي على روجو ، طالب روجو بالهرب بسرعة قبل هجوم العدو لكن المحركات لم تكن تعمل ، أطلق هزيم الرعد مدفع الرعد الكبير نحو البركان الساكنة ، لكن فجآة تدخلت سفينة كوسيشو بطلب منه لتحمي البركان و يضحي كوسيشو بحياته لينقذ سيده و صديقه روجو . و هذا أخقت خطة كوسيشو التي أعتمدت على المغامرة ، ومات آلاف الجنود ضحية هذا الخطأ الكبير وكادت البركان نفسها تُسحق بمدفع الرعد لولا أن كوسيشو ضحى بنفسه لانقاذها و انقاذ الحاكم روجو .

### معركة مجد توحيد المجرة
بعد انهيار اتحاد كواكب المجرة بدأ عصر مضطرب ضادت به حروب بين جنود اقوياء طموحين وقد كان راي ريوجا الملقب بهزيم الرعد واحد منهم و قد أصبح أمل الناس في توحيد المجرة بعد أن ثبت نفسه طرفاً في الصراع لاسيما خلال حروبه الكثيرة السابقة الطاحنة ضد جادر و موسامي ، لكن هزيم الرعد اصطدم بخصم يجاريه قوة و شجاعة انه روجو حاكم كوكب رين ، و استطاعت سيموني أن تعقد بينهما اتفاق لايقاف الحرب لكن الاتفاق لم يصمد طويلاً بسبب خطة الشرير جينبي و ماتت سيموني بعد عدة أسابيع فقط من زواجها بهزيم الرعد . أدرك روجو و هزيم الرعد أنه لا مفر من خوض معركة حاسمة بينهما تحدد القائد و الإمبراطور الذي سيوحد المجرة و يحكمها ، كانت تلك المعارك منافسة بين المخططين الحربيين شاهين و كوسيشو ، أنتصر فيها شاهين في النهاية ، وقى كوسيشو بسبب خطأ في خطة على الآف من جنوده فضحى بحياته لينقذ سيده روجو من مدفع الرعد .
بعد أن ضحى كوسيشو بنفسه من أجل روجو أصبح روجو لا يملك أي حماية و تبقى على هزيم الرعد تدمير البركان و القضاء على روجو ليعلن نفسه حاكماً للمجرة ، طالب هزيم الرعد بتجهيز مدفع الرعد لتدمير البركان ، من جهة أخرى كان روجو في حالة حزن و صدمة بعد فقدان صديقه كوسيشو ، كان من حسن حظ روجو أن اعطال المحرك قد تم اصلاحها بسرعة فطلب التوجه باقصى سرعة نحو الصاعقة لخوض معركة السيوف ، لم يستطع هزيم الرعد اطلاق مدفع الرعد بسبب قرب المسافة التي ستكون حين تقترب البركان ، قبل هزيم معركة السيوف و اتجه نحو البركان لتلتحمان ، نزلت فرقة السيوف لتبدأ الاشتباك مع اسطول روجو ، هزيم الرعد قرر اللحاق بفرقة السيوف ، لم يعارق أحد ذلك ، وقال لشاهين و للينغ سو و أوكين إلى اللقاء إيها الرجال ، لم يقل وداعاً لانه كان يمني النفس بالعودة و لقائهم مرة أخرى بتوحيد المجرة ، من جهة أخرى قرر روجو نفس الامر ليواجه هزيم الرعد ، بعدما طلب من مخطوبته يوسكي العودة إلى رين ، لانه لو حكم العالم من دون الاشخاص الذي يحبهم لن يكون سعيداً كما اخبرته سيموني . انطلق هزيم الرعد و روجو نحو المعركة التي ستغير تاريخ المجرة ، تقابل هزيم الرعد و روجو الذان عفا أنه لا مغر من هذه المعركة الاخيرة ، بدأ القتال من اقوى رجلين بالمجرة ، وسط متابعة الجميع ، صخر و تساكي و شاهين و لينغ سو ، و القائد كاوبو ، و جميع الجنود ، كان القتال متكافئ ، و طويلاً ، بعدها قال شاهين كلمات التي تصف هذا الحدث التاريخي :  «هل سيتحقق ذلك الحلم يا ترى ؟! التاريخ كله حروب ، موت و دمار ، لكن البشر كلهم يحلمون ، فهل يتحقق هذا الحلم و يسيطر الخير ؟! أتعرف المرء لا يختار الزمن الذي يولد فيه ، ونحن ولدنا في هذا الزمن المضطرب ، لا خيار لنا ، نعيش ونكون شهوداً على هذه الاحداث العنيفة ، علينا أن نبذل ما في وسعنا لنحسن الوضع ، فهذا واجبنا ، أن وثقنا بأحلمنا و عملنا على تحقيقها ، فلابد لهذه الأحلام أن تتحقق ذات يوم ، فابذل جهدك و تمنى الحياة و اشعل ضوء الامل يوما ماً سيصبح الحلم حقيقة ، هزيم الرعد يُقاتل الآن ليثبت ذلك .» 
وبهذا يخوض البطلان روجو و هزيم الرعد المعركة الأخيرة لينهيان صراعً استمر سنوات طويلة ، جرت في خلالها الكثير من المعارك و سقط الآلاف من الجنود و الناس الأبرياء ، ومات الكثير من القادة ايضاً ومنهم : شوزين امبراطور ساكورا ، دانجو امبراطور قوجو ، وجادر و شقيقاه ، و السيدة موسامي حاكمة كوكب تاي . يتقاتل روجو وهزيم الرعد ليضعا حداً للقتا في المجرة و ليسيطر الخير و الامان في كل ارجائها ، فبعد أن فقد هزيم الرعد معلمته روجينا ثم زوجته سيموني أصبح يعيش ليحقق حلمهما ، أما روجو فقد خسر كوسيشو أفضل أصدقائه و هو ماضي نحو حلمه ، أستمر القتال وقتاً طويلاً و قد أبدى كل البطلان شجاعة و قوةً لا نظير لها ، لم يُذكر من انتصر في هذه المعركة في النهاية ، فذلك ليس مهماً طالما الهدف الذي يسعى إليه البطلان هو نفسه ، مضى أثنان و خمسون عاماً على تلك المعركة الكبيرة ، ولم يعد هناك ولم تعد هناك إمبراطورية قوجو ولا إمبراطورية رين بل صارت كل المجرة موحدة في ذلك الوقت تحت قيادة تورامارو شقيق موسامي ، فالحلم تحقق على أحد هذان الرجالان ، لكن لن ينسى التاريخ هؤلاء الابطال الذين أريقت دمائهم و صاروا ابطالاً لهذه الحروب ، فالقتال من أجل ما تؤمن به و لاجل من تحبهم يعطيك دافعاً للتقدم نحو الأمام ، هذه الأسطورة ستستمر ، وقد تناقلت من الاباء إلى الأبناء على إنها أسطورة أبطال حروب المجرة ، أسطورة هزيم الرعد .

هزيم الرعد امبراطوراً للمجرة

### هزيم الرعد إمبراطوراً للمجرة
كان في ما سبق نهاية الأنمي الحقيقة ، لكن الآن سنعرض لكم نهاية المانجا  و نتيجة نهاية المعركة الأخيرة بين روجو و هزيم الرعد الذي ظلا يتقاتلا لوقت طويل الامد فيها ، حدث فجآة انفجار كبير بسبب قوة روجو وهزيم وسط دهشة الجميع مع الدخان وبعد انقشاعه ظهر أن روجو قد مات و هو متكئ على هزيم الرعد بعد أن تفوق هزيم الرعد في اللحظة الاخيرة ، ليعلن عن انتصاره بالمعركة ، ليعود هزيم الرعد إلى قوجو و يُعلن أنه قد وحد المجرة تحت سيادته ، و يصبح امبراطور المجرة كلها ، لينهي عصر الحروب و سفك الدماء تحت سعادة الجميع ، وبهذا أستطاع القائد هزيم الرعد مع مخططه الحربي شاهين صنع المستحيل بهزيمة جميع المنافسين و توحيد المجرة.

## المانجا
مانجا هزيم الرعد مختلفة عن الانمي فهي أكثر عنفاً و دموية بشكل كبير و غير موجهة للاطفال وبها شخصيات أكثر و احداث مختلفة ، ومع ذلك تبقى الشخصيات الرئيسية والقصة نفسها ، ومعظم الاحداث المهمة التي حدثت في الانمي حدثت في المانجا أيضاً .
ولكن هناك بعض احداث المانغا لم تظهر في الانمي ومنها :
1- أهم حدث وهو نهاية الانمي حيث في المعركة الاخيرة بين روجو و هزيم الرعد حدث بينهما قتال طويل الامد و حدث انفجار كبير ومع الدخان وبعد انقشاعه ظهر أن روجو قد مات وهو متكئ على هزيم الرعد ، وبعدها يقطع هزيم الرعد رأس روجو و يصبح هزيم الرعد حاكماً للمجرة بعد أن وحدها كلها .
2- سيموني ماتت و هزيم الرعد بجانبها و قد قتل كل من كان سبباً في موتها بسيفه.
3- موت تاسكي بعد أن كان في مهمة وضع قنابل في سفينة روجو ، في حرب روجو و هزيم الرعد بمنتصف الحلقات .
4- أثناء مبارزة روجينا و هزيم الرعد طعنت هزيم الرعد روجينا في قلبها وهي من سمحت له بذلك بعد ان اعطته الفرصة ، ثم القت بنفسها بالنيران .
5- جينبي لم يكن يعمل بالسر ، وقد أتفق هو مع هزيم الرعد للقضاء على جادر بعض أن استولى على امبرطورية قوجو ، و جينبي قتل جادر أمام عيني هزيم الرعد .
6- كانت هناك علاقة بين شاهين و كاجان (أو مرافقة جينبي) و يبدو انه تزوجها لاحقاً .
7- كاجان كانت شخصية رئيسية في المانجا وليست شخصية ثانوية كما هو الحال في الانمي .
8- لان في المانجا كانت شقيقة كاجان الصغرى لكن في الانمي لم يتم ذكر ذلك .
9- في المانجا يتواجد الكثير من المحاربات عكس الانمي الذي لم يكن هناك سوى موسامي و روجينا .
10- في المانجا تم ذكر سبب ارتداء موسامي ربطة العين حيث إنه قد إصابها سهمٌ في عينها لكنه مشهد عنيف لذلك لم يُعرض في الأنمي .
11- تم الإمساك بجاين بعد موت جادر وتم اعدامه بقطع رأسه .
12- في المانجا لم يكن هناك مسدسات و بنادق بل يتم استخدام السهام ، ولكن السفن الفضائية هي نفسها .
13- في المانجا لم تحقد سيموني على هزيم الرعد و ترد قتله بل احببته بعد مواقفه معها .
14- في المعركة الاخيرة التقى صخر بروجو قبل أن يلتقيه هزيم و تواجها وقطع روجو يد صخر و كاد أن يقتله لكن اطلقت سفينة هزيم المدفع لتمنع ذلك .
15- أثناء حرب روجو و هزيم الرعد في منتصف الحلقات ، دخل جينبي قلعة هزيم الرعد وقام ببعض التخريب و اراد قتل سيموني وريلا ، ولكن تم قتل جينبي من شخصية قوية لم تظهر في الانمي .
16- عندما مات الإمبراطور دانجو ، طلبت ريلا من الاربعة الاقوياء القتال بالقصر ليتم تحديد من سيكون امبراطور قوجو ، وقد قام جادر بقتل فورماي و جينبي لكن جينبي لم يمت حقاً ، ورفض جادر قتال روجينا وقرر أن تكون حليفته .

مانجا هزيم الرعد تباع في أسواق اليابان

وكما تم الذكر سابقاً يوجد عدة اختلافات وهذه بعضها
يتكون المانجا من 27 مجلد و كل مجلد يحتوي على 200 صفحة تقريباً .

## الموسيقى التصويرية
تعتبر الموسيقى التصويرية في أنمي هزيم الرعد من أفضل الموسيقى في أنميات التسعينات، والموسيقى من تلحين المحن كاورو وادا، و تتميز معظم الموسيقى بالطابع الياباني الحزين والمناسبة للساموراي .
وتتكون الموسيقى من مجلدين: الأول يحتوي على 37 موسيقي و الثاني يحتوي على 24 موسيقى.
وتعتبر الموسيقى Nagareru kumo no youni من أجمل الموسيقي التي ظهرت في الانميات.
و هذه بعض أهم الموسيقى التي ظهرت في الانمي ومتى ظهرت:
1- Nagareru kumo no youni : الموسيقى التي ظهرت في المقطع الأخير بالحلقة الأخيرة، و تعتبر أفضل موسيقى في الأنمي.
2- Honokana omoi : الموسيقى الأكثر حزناً في الانمي، وقد ظهرت في موت سيموني وبعد معرفة خبر موت سيموني لهزيم الرعد، وظهرت بعد موت جادر، و بعد معركة هزيم الرعد و روجينا وبكاء هزيم، وظهرت عندما تحدث هزيم إلى لان لان وأبعد عنها حزنها بعد موت سيموني.
3- Heiwa e no negai : الموسيقى الجميلة والحزينة والتي ظهرت عندما طلب هزيم الرعد من سيموني الزواج منها، والتي ظهرت عند موت موسامي و اعطائها ويصتها لهزيم الرعد و ظهرت عندما تذكر هزيم الرعد سيموني وأصدقائه الذين ماتوا.
4- Mada minu mirai e : الموسيقى المثيرة و الحزينة و التي ظهرت في موت سانقراكوساي، والتي ظهرت في قتال روجينا و هزيم الرعد.
5- Hiun no Oujo : الموسيقى الحزينة والتي ظرهت بعد أن قتل هزيم الرعد الإمبراطور شوزين.
6- Boukyou : والتي ظهرت أثناء موت الإمبراطور دانجو، وظهرت عندما سامحت سيموني هزيم و اعترفت أنها نسيت الانتقام، و ظهرت عندما بدأ الغموض على روجينا لاخفائها اسرارها على هزيم بعد احتفال الترقية .
7- Yuujou : الموسيقى اللطيفة والتي ظهرت عندما التقت سيموني بالفتاة التي فقدت والدها بسبب الحرب وتوعت سيموني أن توقف الحرب.
8- Shimon no Theme : الموسيقى الحزينة والتي تعتبر هي أغنية النهاية في الأنمي، وظهرت الموسيقى في اللقاء الاخير بين هزيم الرعد وسيموني قبل موت سيموني وفيه طلبت أن يبتعد هزيم عن الحقد والكراهية وظهرت عندما تذكر هزيم سيموني في الحلقة 50.
9- Bojou : موسيقى العزف والتي ظهرت عندما أصبح شاهين مستشار هزيم الرعد الحربي، والتي ظهرت بعد حية هزيم حول غموض روجينا و حديثه مع شاهين.
10- Haitai : الموسيقى التي ظهرت بعد أن استولى جادر على إمبراطورية قوجو.
11- Susume Rai ga Iku : وهي موسيقى أغنية البداية ، ولم تظهر كثيراً ولكنها ظهرت بعد توافق تورامارو وهزيم الرعد وبعد أن أصبح تورامارو حاكم تاي.
12- Gojou Taigun :
13- Gaisen no Toki : الموسيقى التي ظهرت بعد أن اعطت روجينا هزيم الرعد رتبة قائد اسطول.
14- Rai no Katsuyaku : الموسيقى السريعة و الحماسية، ظهرت كثيراً في البداية وظهرت عندما غزى هزيم الرعد سفينة روج في أول لقاء بينهما.
15- Tachiagare Rai :
مسلسل يهدف للسلام و توحيد العالم. هزيم الرعد بأنجليزية "Rai Ryuga Thunder jet".

## وصلات خارجية
- موقع مانجا هزيم الرعد على شبكة أخبار الأنمي
- موقع أنمي هزيم الرعد على شبكة أخبار الأنمي